# Bomann-Museum

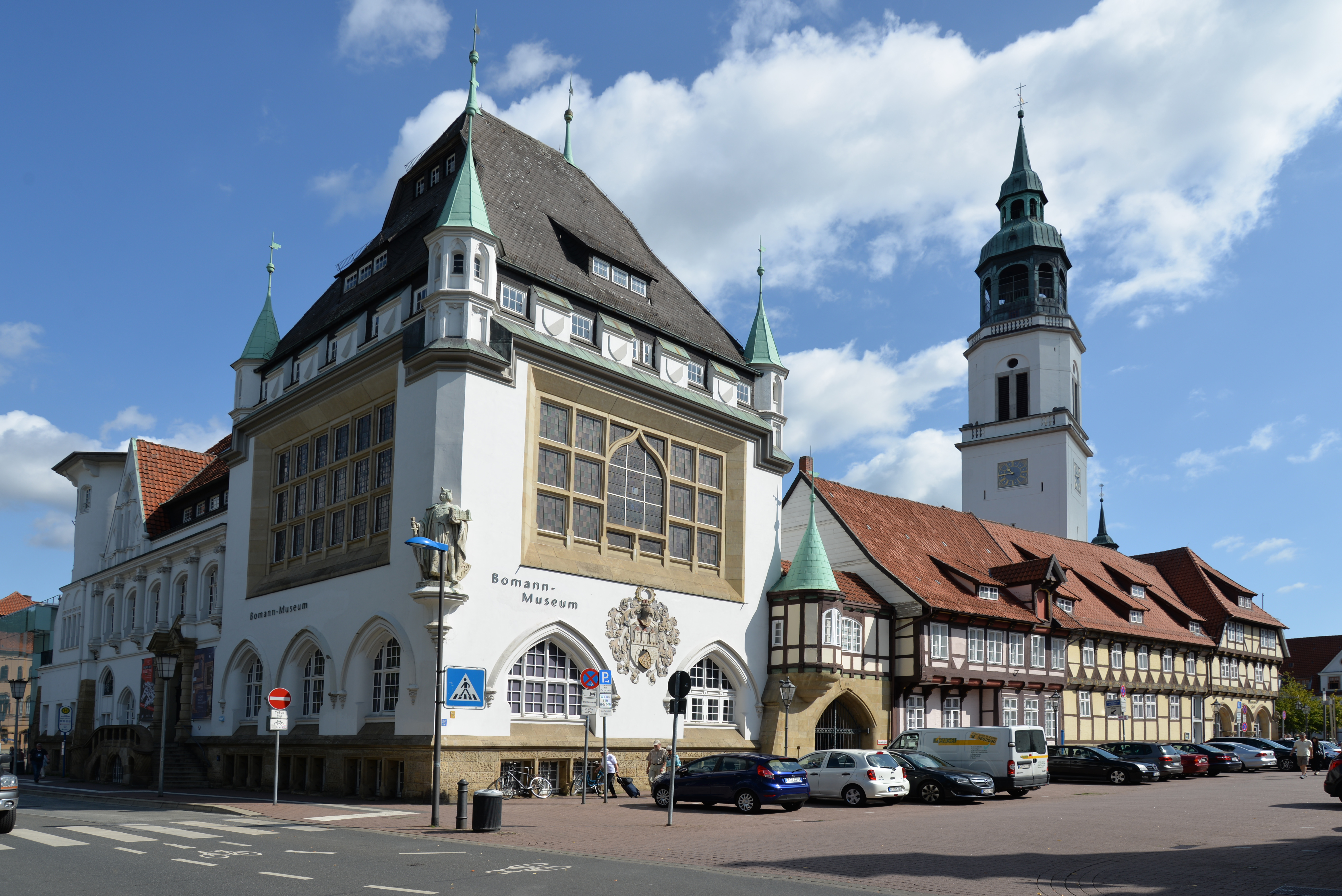
Bomann-Museum, Ansicht von Südwesten. Links die Schloßplatz-Fassade des Sasse-Baus, rechts der Fachwerk-Flügel an der Stechbahn (2019)

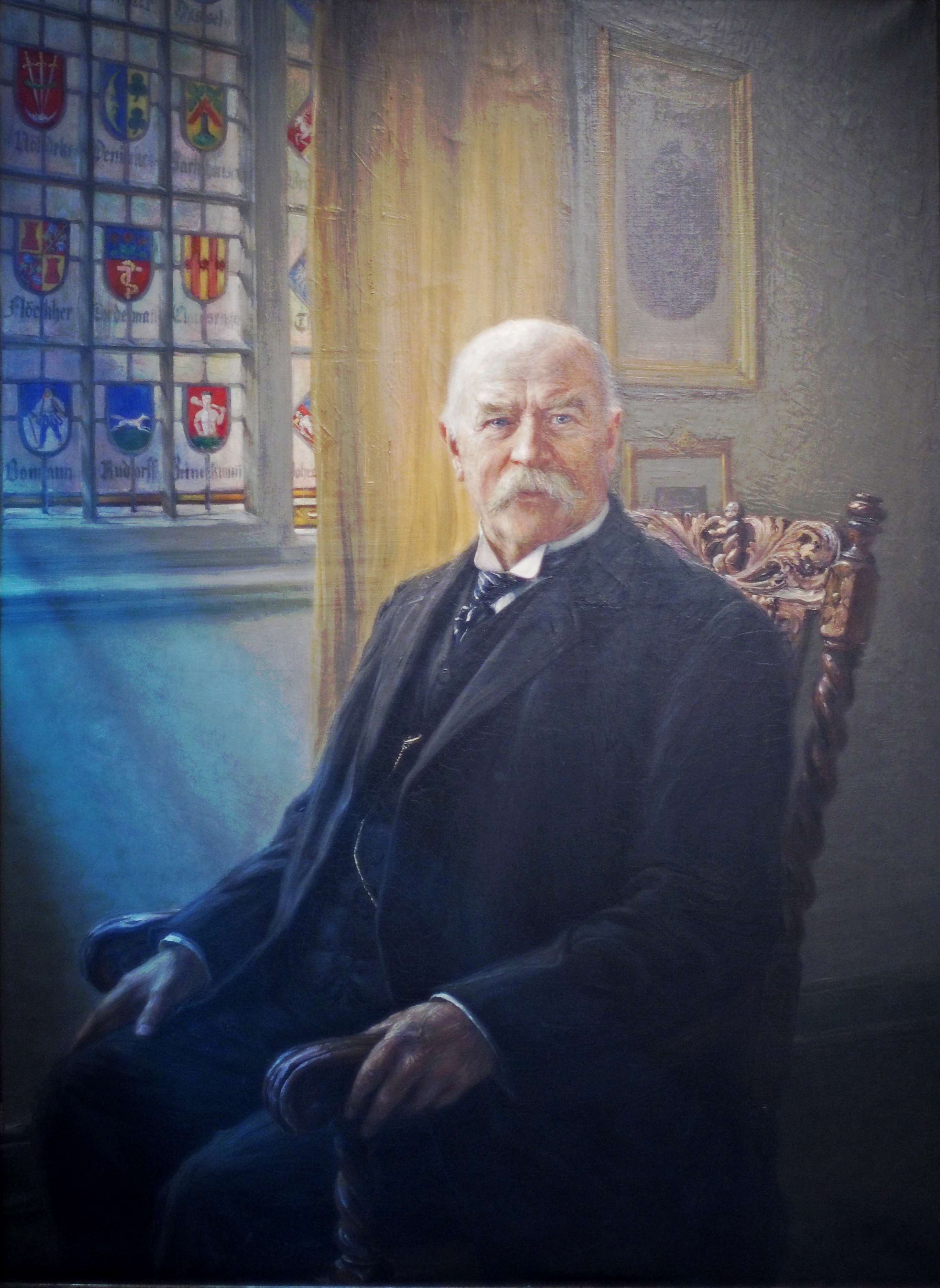
Wilhelm Bomann, Mitbegründer des Vaterländischen Museums, heute Bomann-Museum

Das Bomann-Museum ist ein Museum für niedersächsische Volkskunde, Landes- und Stadtgeschichte in Celle und eines der größten Stadtmuseen in Niedersachsen. Es wurde nach seinem Gründer und ersten Museumsdirektor Wilhelm Bomann benannt.

## Geschichte, Gebäude und Trägerschaft
Das Bomann-Museum wurde 1892 als „Vaterländisches Museum“ gegründet und befand sich zunächst in der Bergstraße.
Nach einem Architektenwettbewerb wurde 1903 bis 1907 ein Neubau nach Plänen des hannoverschen Architekten Alfred Sasse am Celler Schlossplatz errichtet, wobei Museumsgründer Bomann auch planerisch erheblich mitwirke. Der Standort am Schlossplatz, der ehemaligen Vorburg – am Westrand der Altstadt und gegenüber dem Celler Schloss – nahm den Platz der dafür abgerissenen Neuen Hauptwache ein. Die Architektur des Neubaus war eine programmatische Baustile-Collage aus einem Arrangement unterschiedlicher Baukörper unter Einbeziehung älterer, wiederverwendeter Bauteile. Die Fassaden sollten verschiedene historische Baustile didaktisch aufgreifen und zu einer neuen malerischen Einheit verschmelzen. Es entstand ein Nebeneinander von Burgen- und Wohnbauweisen, von Massiv- und Fachwerkbau sowie von gotischen und Renaissance-Stilelementen. Hermann Löns bezeichnete das Gebäude spöttisch als einen „veritablen Architekturpudding“. Ein für die Gebäudekomposition wichtiger, markanter Turmhelm an der Nordseite ist wegen Baufälligkeit schon 1929 abgetragen worden und hinterließ dort eine ungestaltete Plattform.
Bei seinen Celle-Besuchen 1908 und 1911 besichtigte der deutsche Kaiser Wilhelm II. das neue Museum. Der Kaiser stiftete im Museum für die Ehrenhalle der Hannoverschen Armee ein monumentales Wandgemälde der Berliner Malers Carl Röchling, welches die Schlacht an der Göhrde vom 16. September 1813 darstellt, bei der das Königreich Preußen und Kurhannover in Waffenbrüderschaft zusammen kämpften.
Schon vor 1926 erfuhr das Museum eine östliche Erweiterung um die Fachwerkgebäude („Pfarrwitwenhaus“) an der Stechbahn. 1928 erfolgte die Umbenennung in „Bomann-Museum“. 1970 konnten die benachbarten Fachwerkhäuser Kalandgasse 2 bis 4 erworben werden, die dann für Verwaltungs- und Bibliotheksräume des Museums umgenutzt wurden.
1993 wurde ein nördlicher Erweiterungsbau nach Entwürfen des Kölner Architekten Walter von Lom hinzugefügt, der bis rückwärtig an die Kalandgasse reicht und für die Sammlung moderner Kunst dient. Seit 1995 ist das Bomann-Museum mit diesem Kunstmuseum Celle vereint. Der von Lom-Bau erhielt 2005 am Schlossplatz einen modernen Eingangsvorbau, der als bewusst stark gestalterisch kontrastierender und nachts leuchtender „Glaskubus“ nach Entwurf des Architekturbüros Ahrens-Grabenhorst (Hannover) entstand.
Trägerin des Bomann-Museums Celle ist seit 1938 die „Gesellschaft zur Unterhaltung des Bomann-Museums in Celle“. Die vier Gesellschafter sind die Stadt Celle, der Landkreis Celle, der Museumsverein Celle e. V. und die Landschaft des vormaligen Fürstentums Lüneburg. Der Stadt wurden Grundstück und Gebäude des Vereins übereignet, dafür übernahm sie neben der Erhaltung des Gebäudes die darauf liegenden Schulden und die Bezahlung der Angestellten. Regelmäßige „Jahresberichte des Bomann-Museums“ werden vom Museumsdirektor seit dem Jahr 2005 im Jahrbuch Celler Chronik (ab Band 13) veröffentlicht.

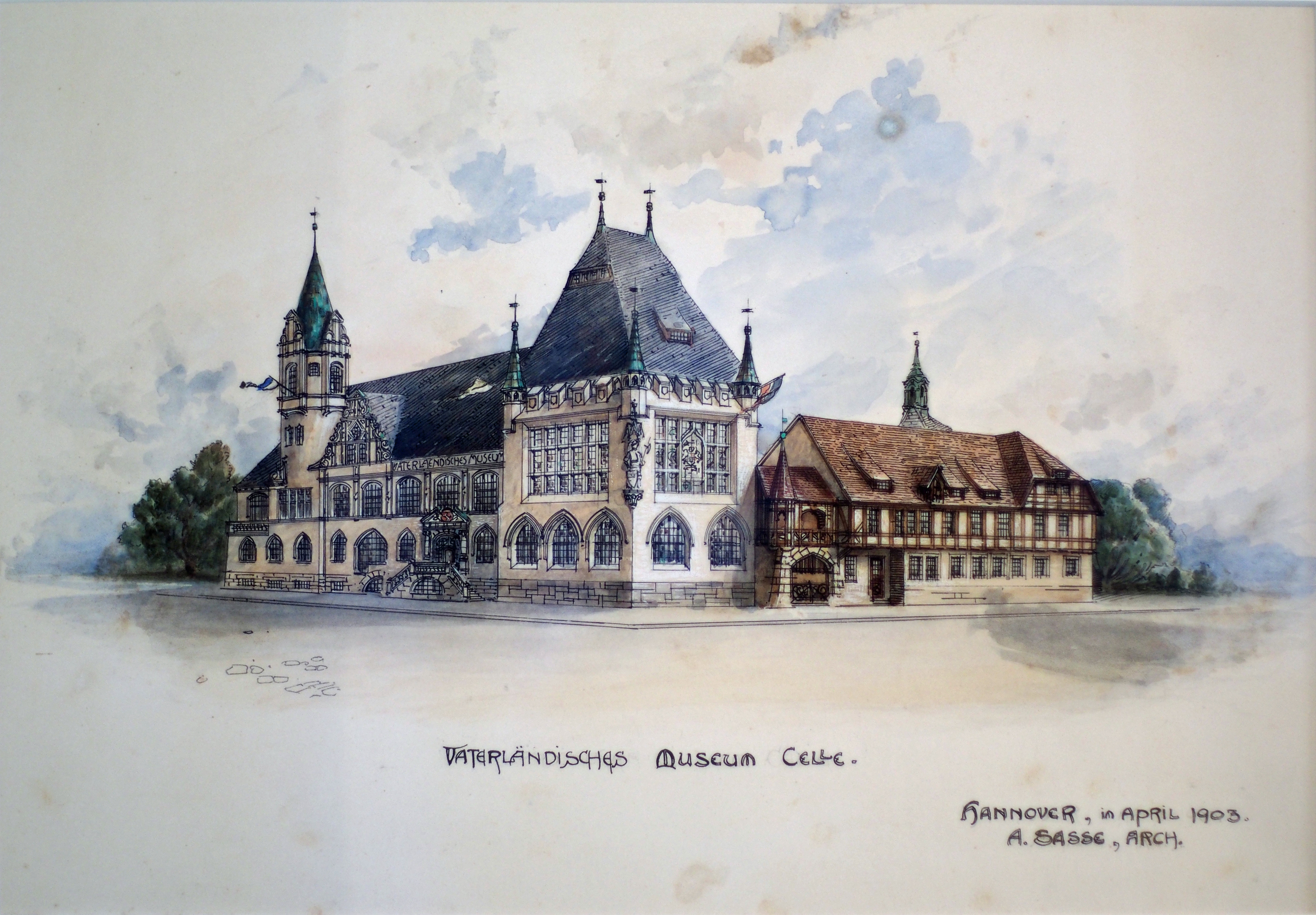
Entwurfszeichnung für den Museumsneubau von Alfred Sasse (1903), mit rechts anschließendem Pfarrwitwenhaus
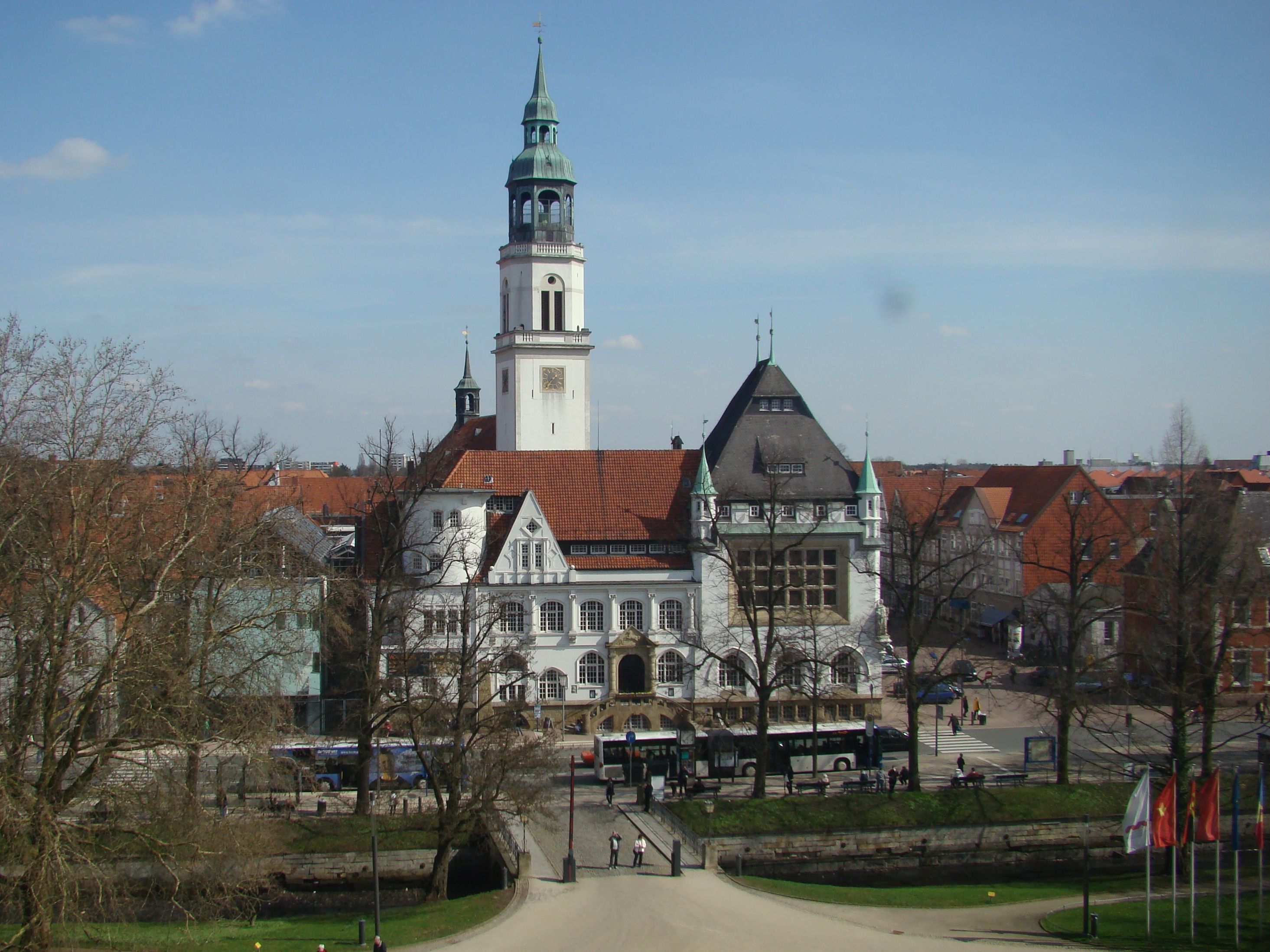
Blick vom Schloss Celle nach Osten über die Schlossbrücke hinweg auf das Museum, im Hintergrund der Stadtkirchen-Turm (2011)
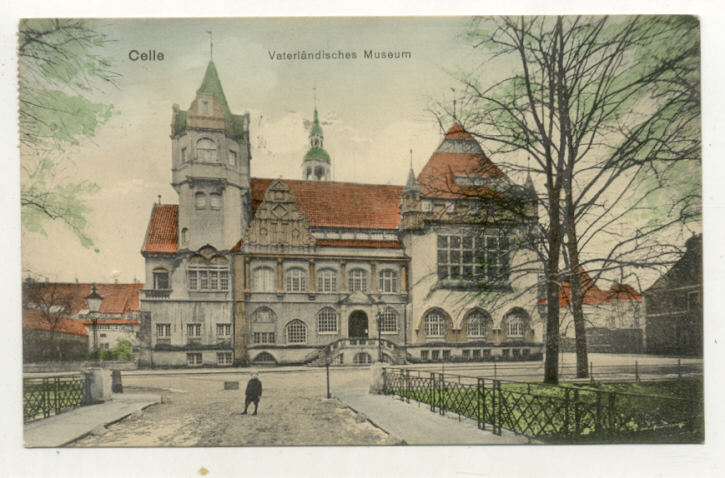
Vaterländisches Museum, Blick von der Schlossbrücke nach Osten. 1916 gelaufene Ansichtskarte
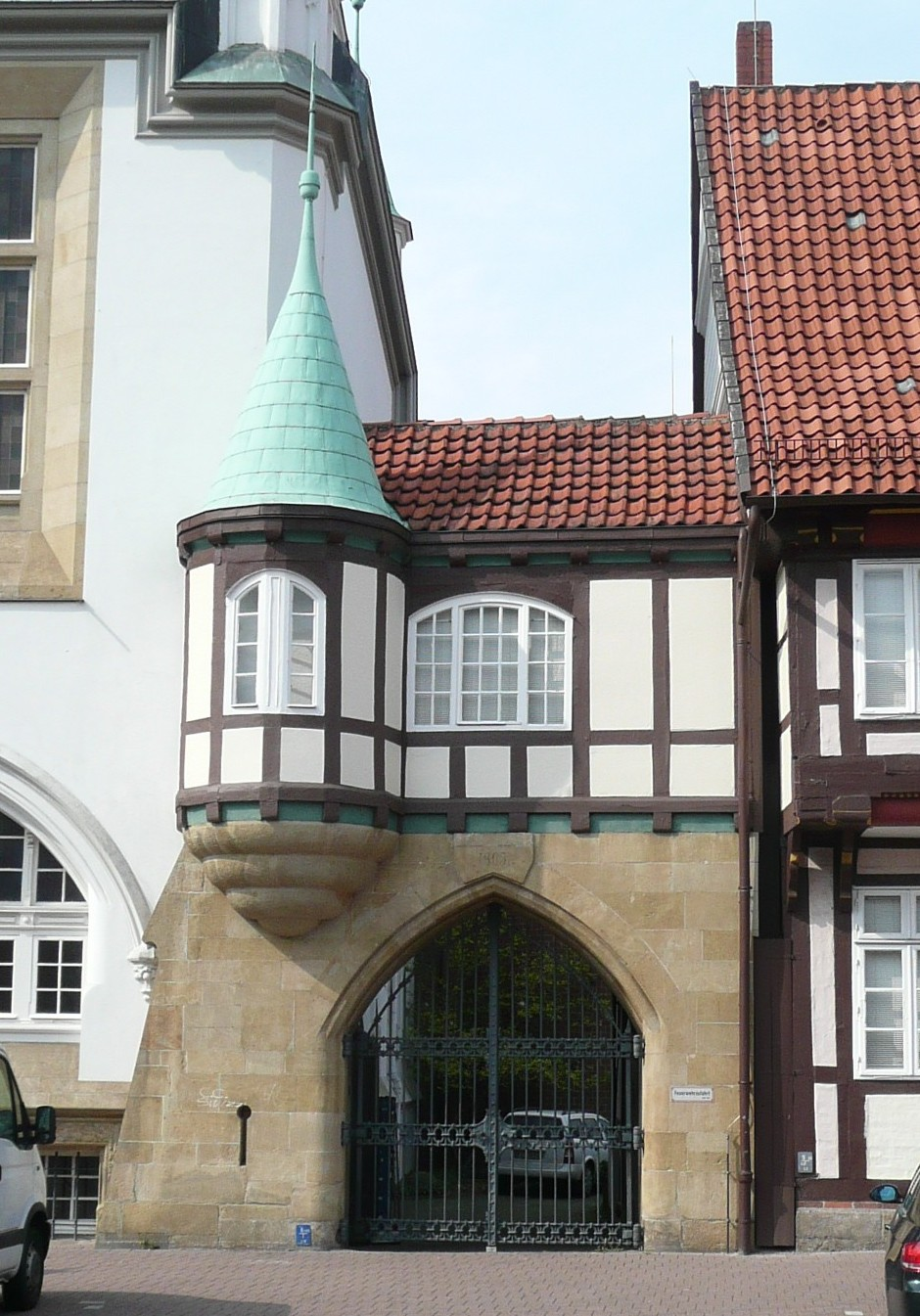
Torfahrt zum Museums-Innenhof an der Stechbahn (2008)
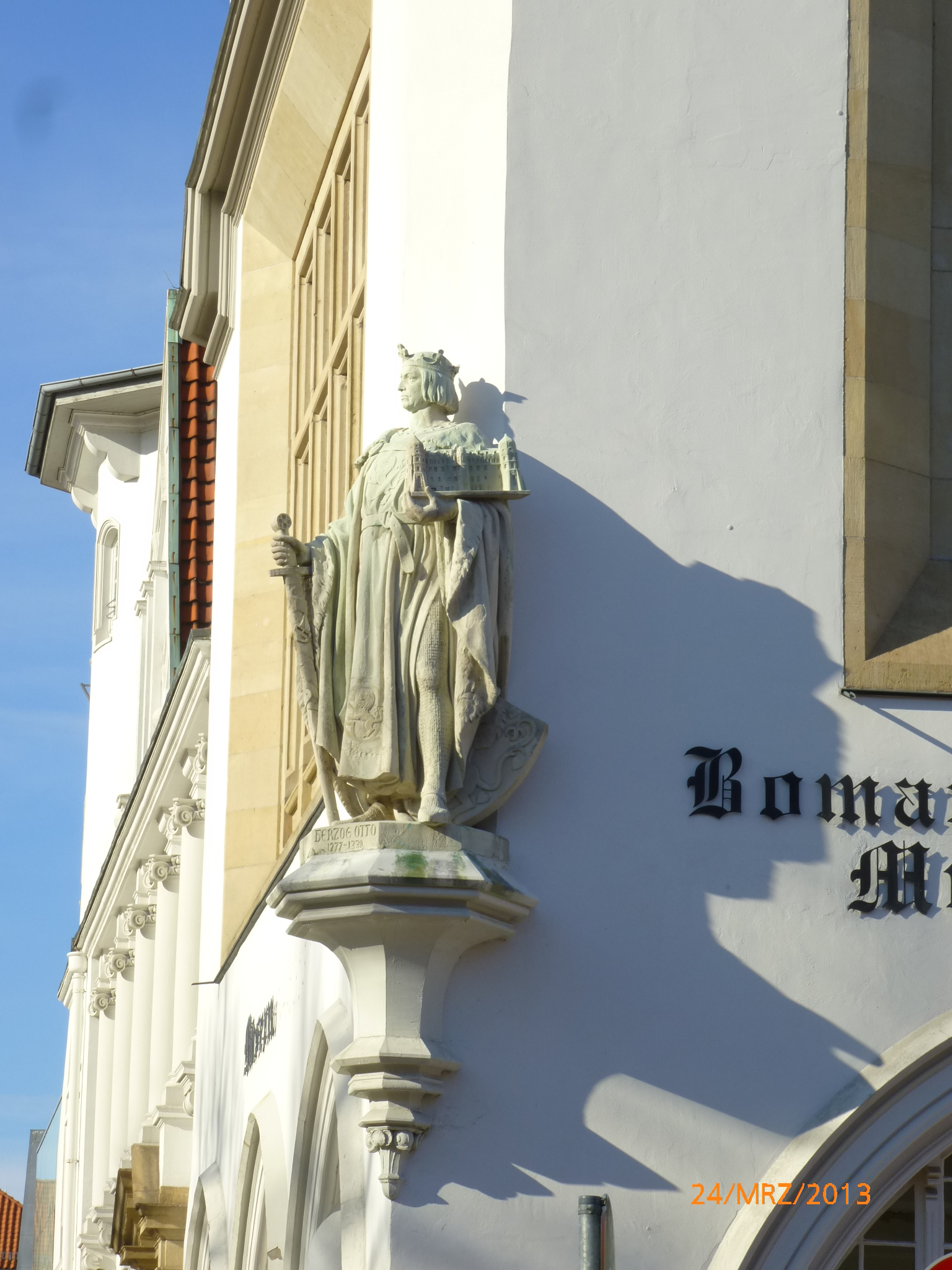
Herzog Otto der Strenge, Skulptur des Stadtgründers von Celle an der Südwest-Ecke des Sasse-Baus (2013)
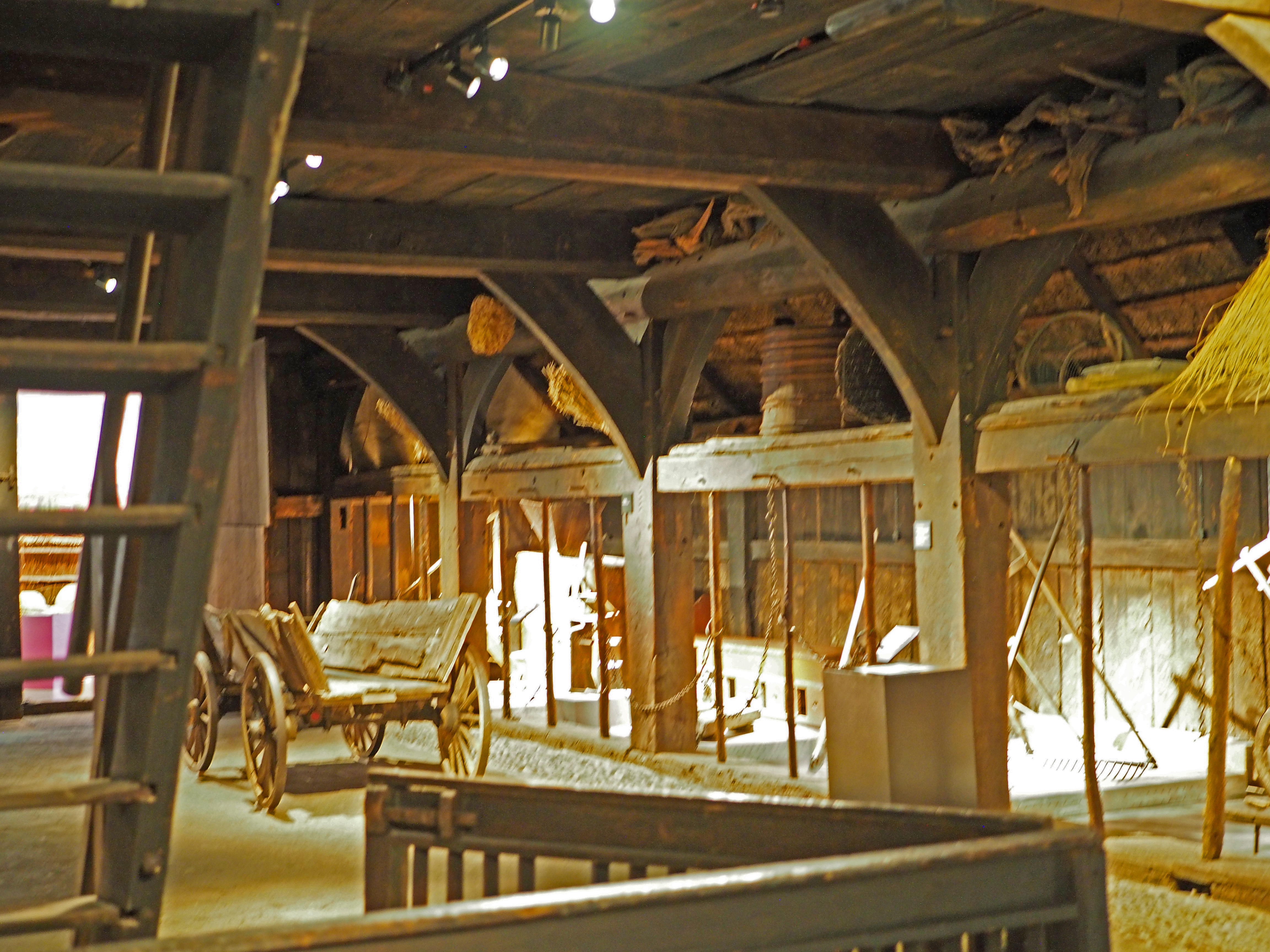
Bauernhaus von 1571 aus Narjesberg im Bomann-Museum (2016)
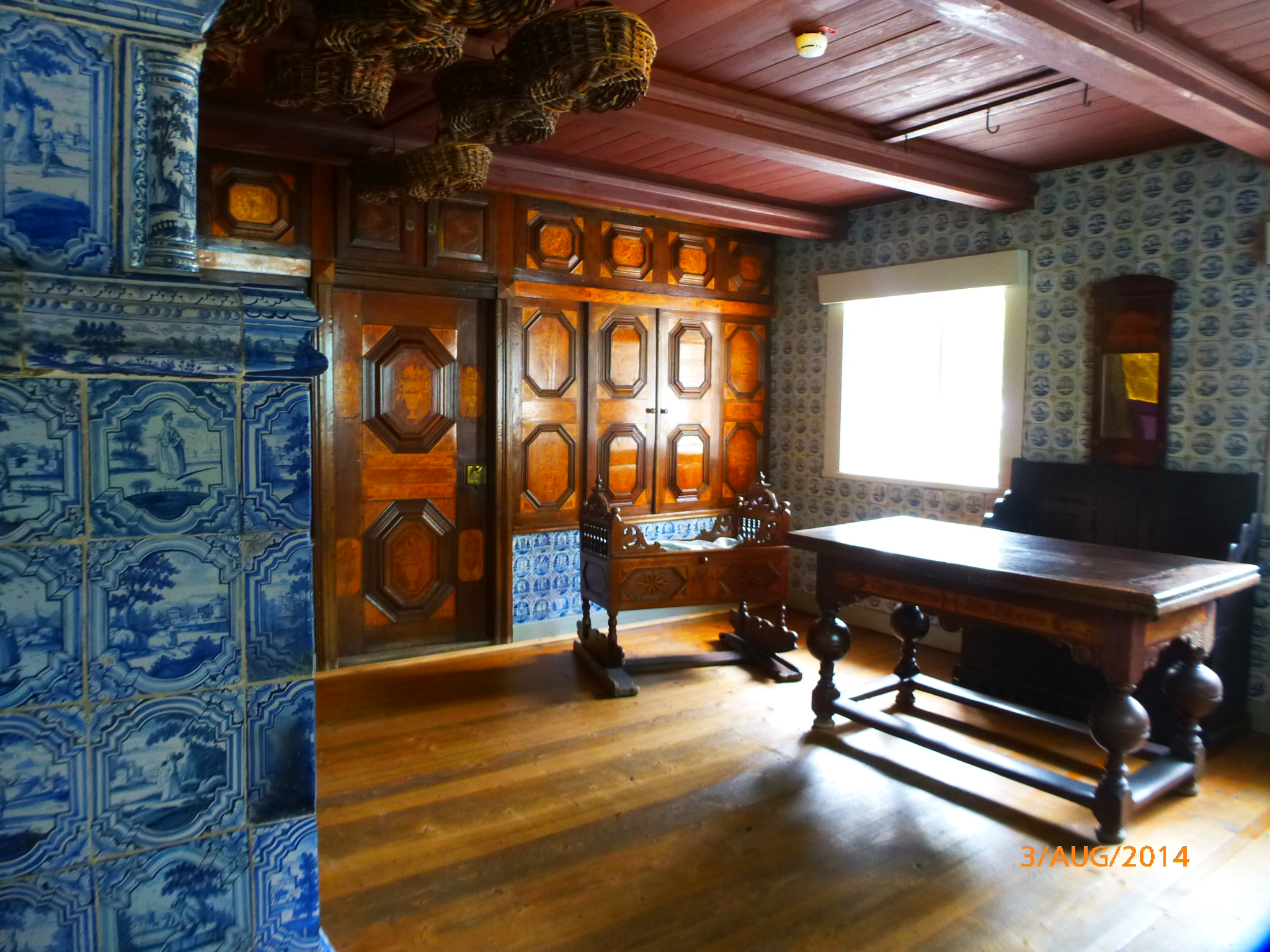
Vierlanden-Stube im Sasse-Bau (2014)
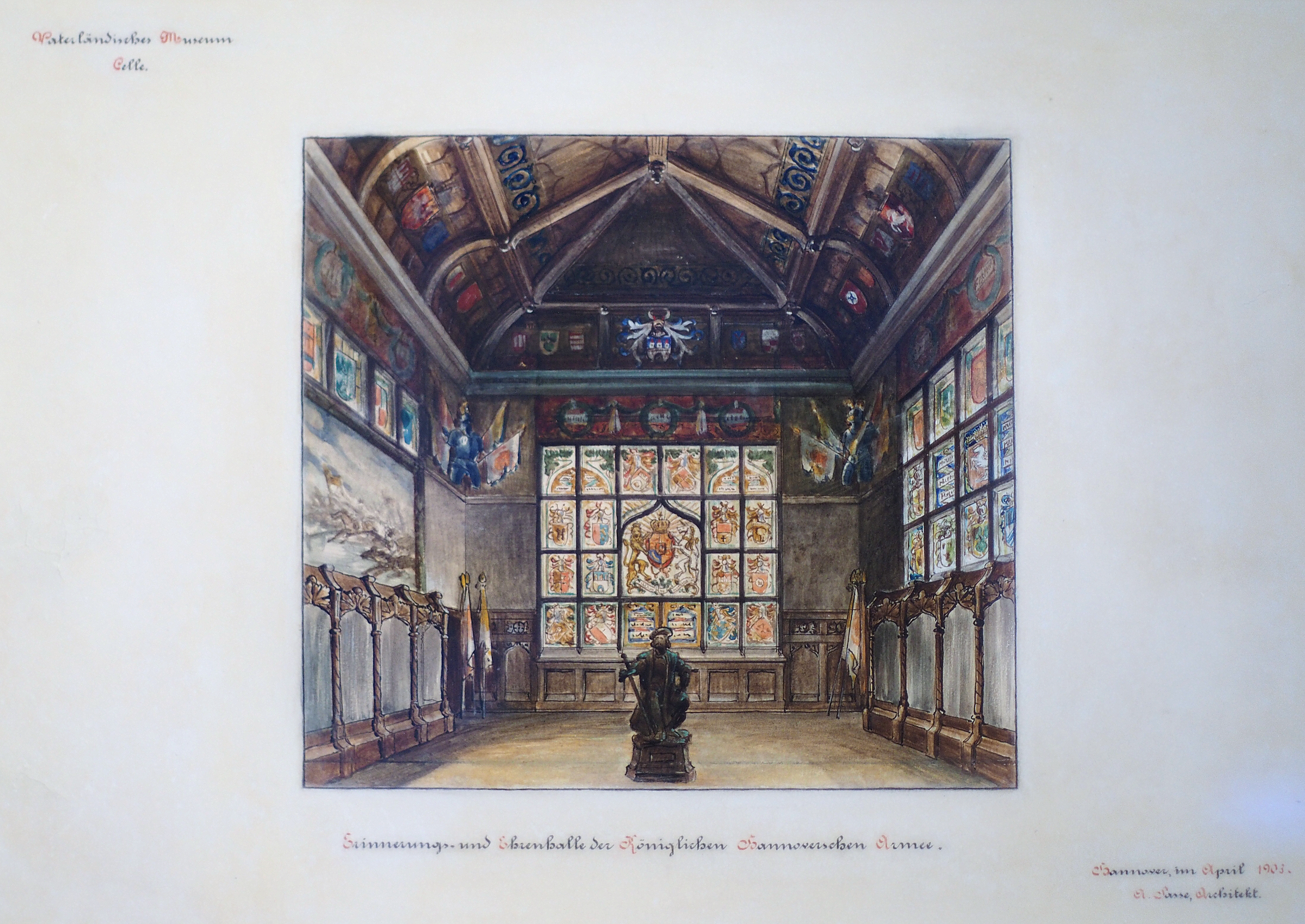
Entwurfszeichnung von Alfred Sasse für die „Erinnerungs- und Ehrenhalle der Königlichen Hannoverschen Armee im Vaterländischen Museum“ (1903)
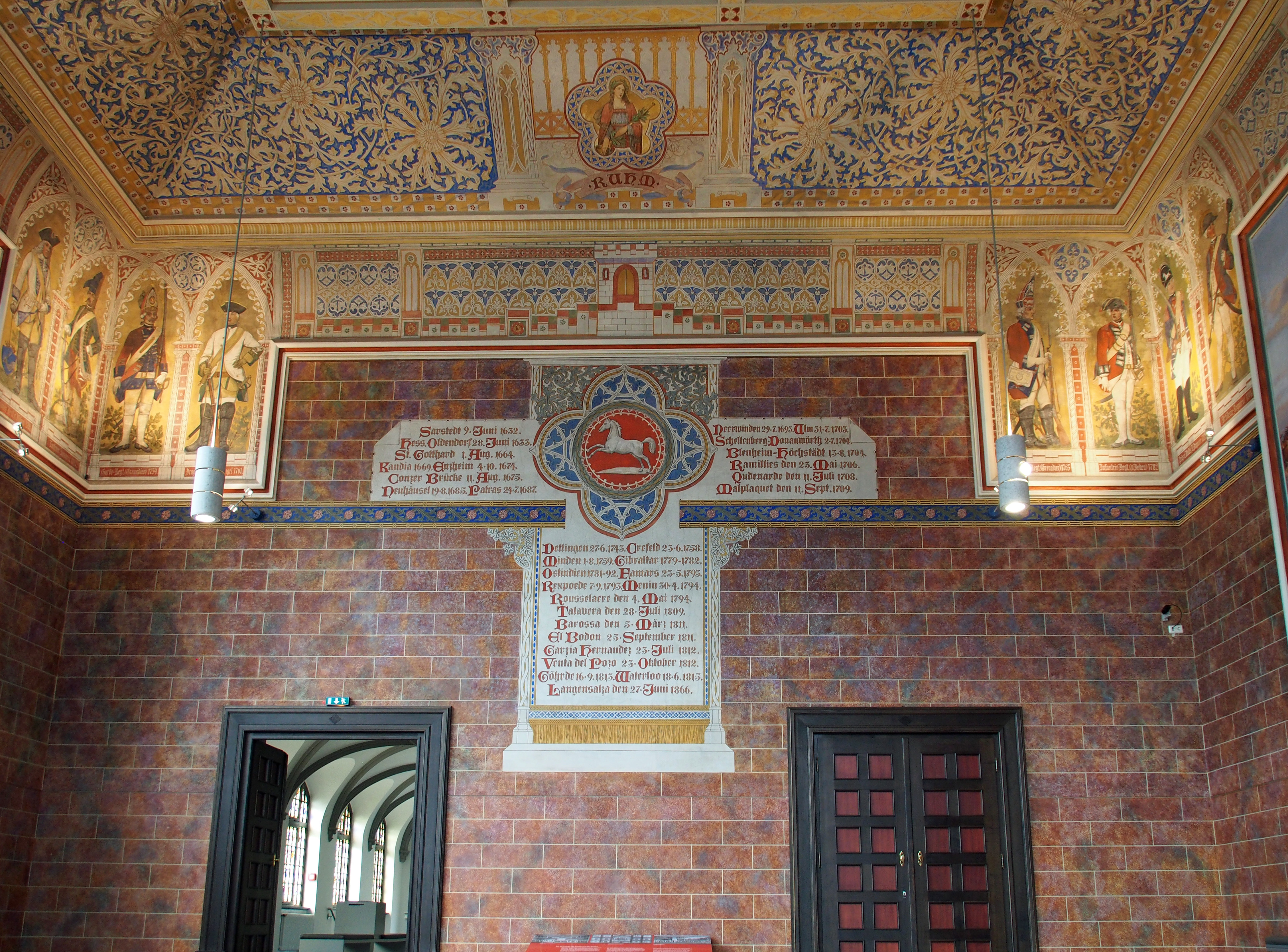
Blick auf die Nordwand der Ehrenhalle für die Hannoversche Armee (2014)
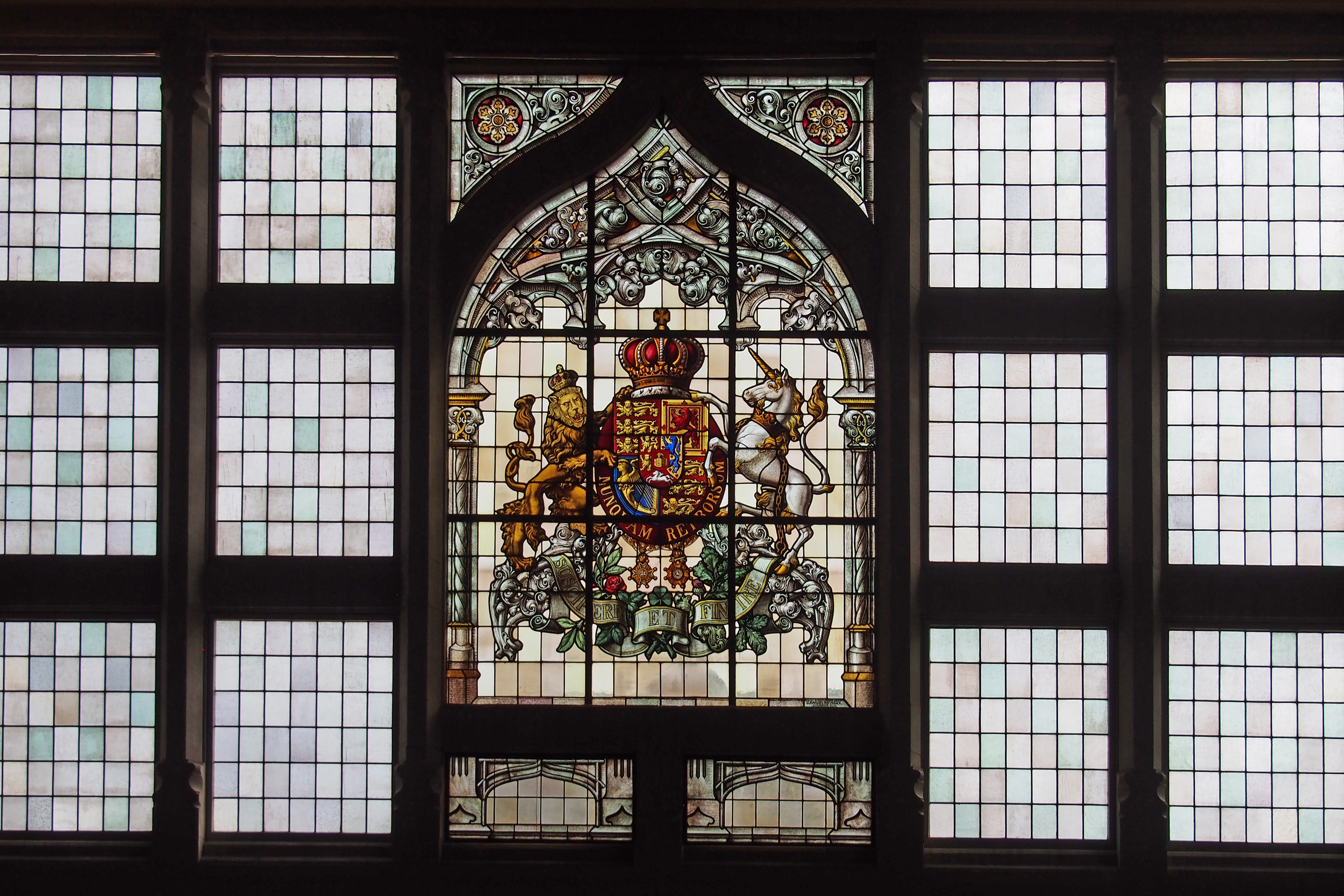
Wappenfenster in der Ehrenhalle, mit Wahlspruch des Hannoverschen Königs Ernst August I.: „Suscipere et finire“ – Unternehmen und zu Ende führen (2014)
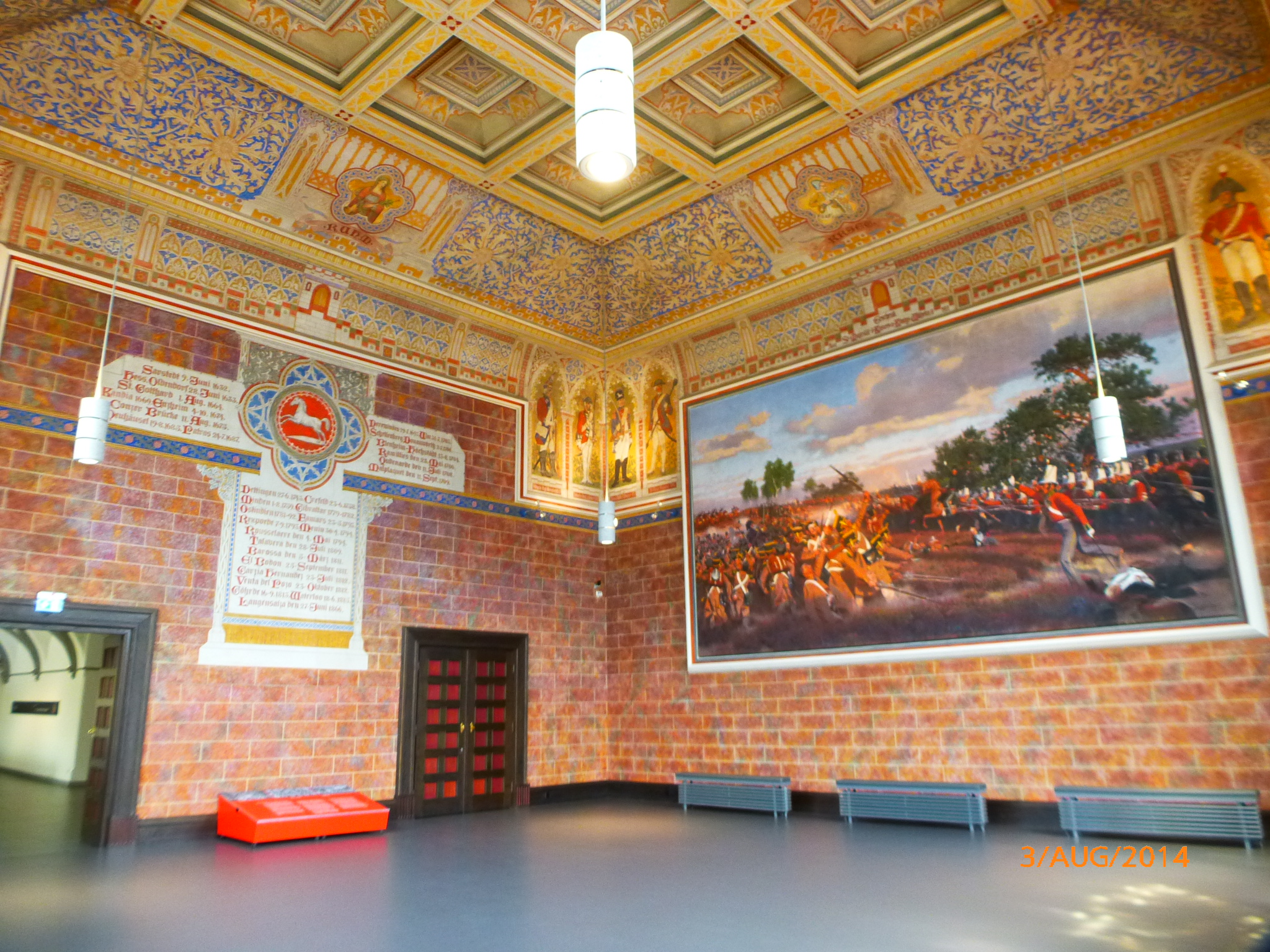
Ehrenhalle im Sasse-Bau, Blick nach Nordosten; rechts das Monumentalgemälde „Schlacht an der Göhrde“ (2014)
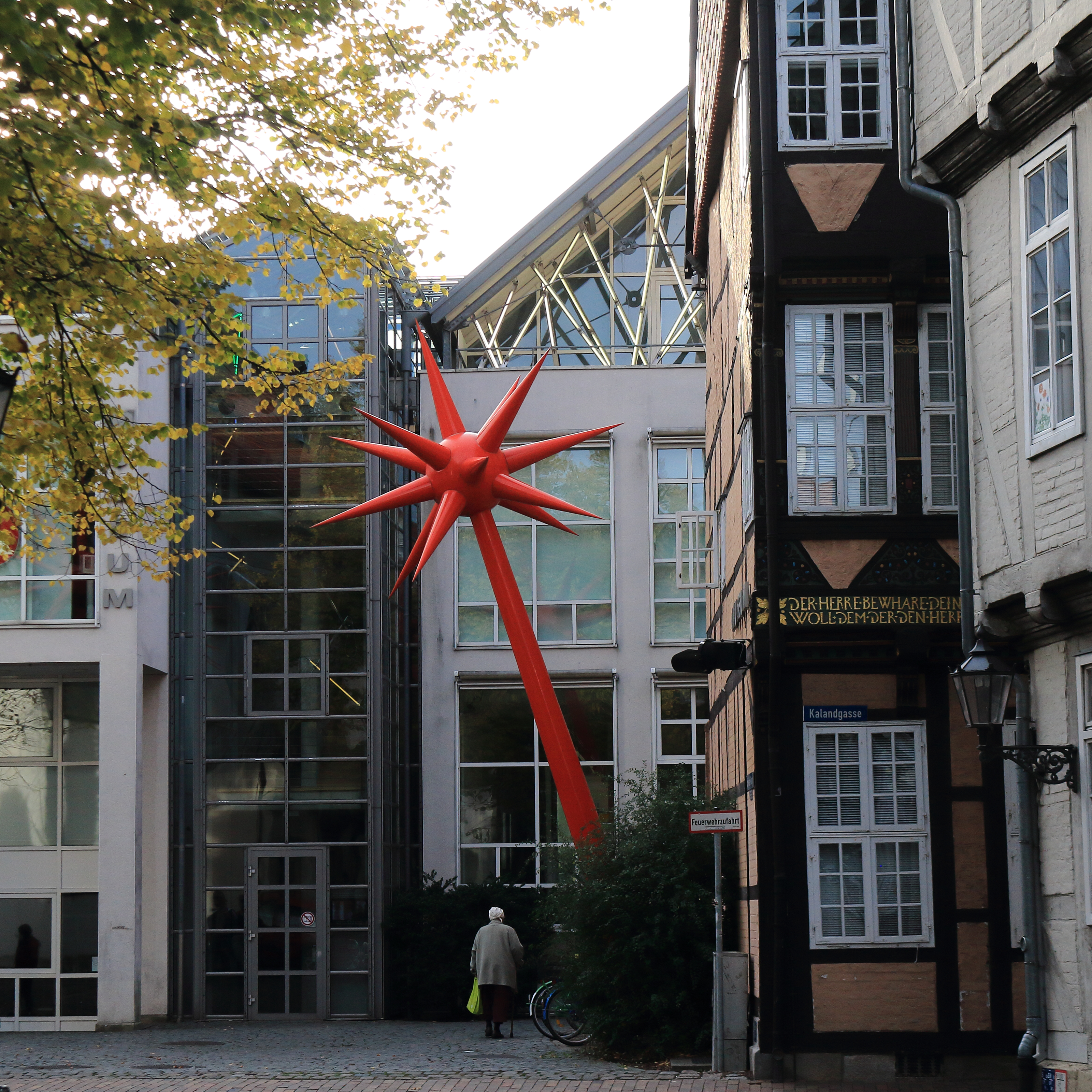
Von Lom-Anbau des Kunstmuseums, Ostfassade an der Kalandgasse (2018)
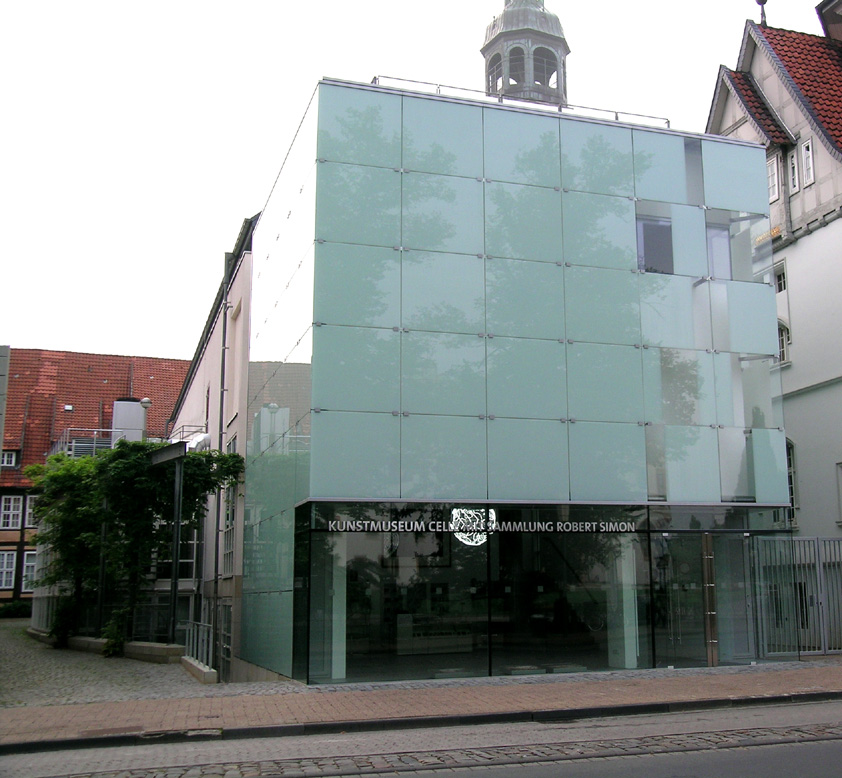
„Glaskubus“-Eingangsbau des Kunstmuseums neben dem Altbau des Bomann-Museums (2006)
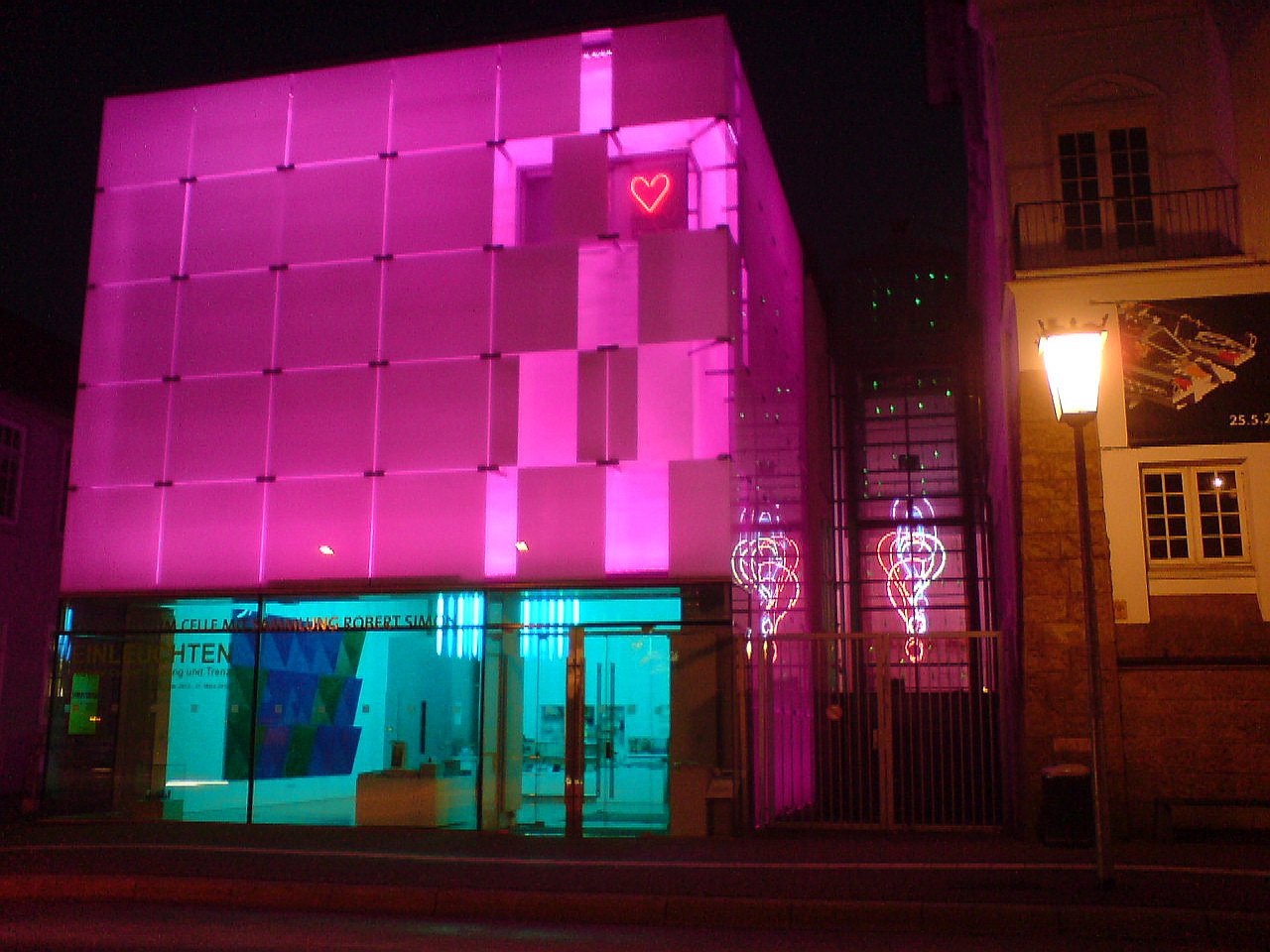
Nächtlich mit wechselnden Farben leuchtender „Glaskubus“ des Kunstmuseums (2012)

## Sammlungen

### Ur- und Frühgeschichte
Die Sammlung des Museums ist durch die vielen bodendenkmalpflegerischen Aktivitäten im Landkreis Celle seit Anfang des 20. Jahrhunderts bis in die 1950er Jahre entstanden. Schwerpunktmäßig kamen die Oberflächen- und Grabungsfunde aus dem Allertal, dem Flotwedel und den Nebentälern der Aller, sowie aus dem Örtzetal. Einige wenige Objekte, überwiegend aus Grabhügeln der älteren und mittleren Bronzezeit, kommen aus dem Bereich des Truppenübungsplatzes Bergen, der Lohheide und den Flottsandgebieten zwischen Bergen und Hermannsburg.
Dazu kamen neue Objekte aus Bergungen von Baustellen in der Celler Altstadt und dem Celler Schloss. Die Grabungsfunde von den 108 Grabhügeln, die der Hermannsburger Archäologe Hans Piesker in den Jahren 1935 bis 1944 auf dem Truppenübungsplatz Bergen barg, sind überwiegend ins Niedersächsische Landesmuseum Hannover gelangt.

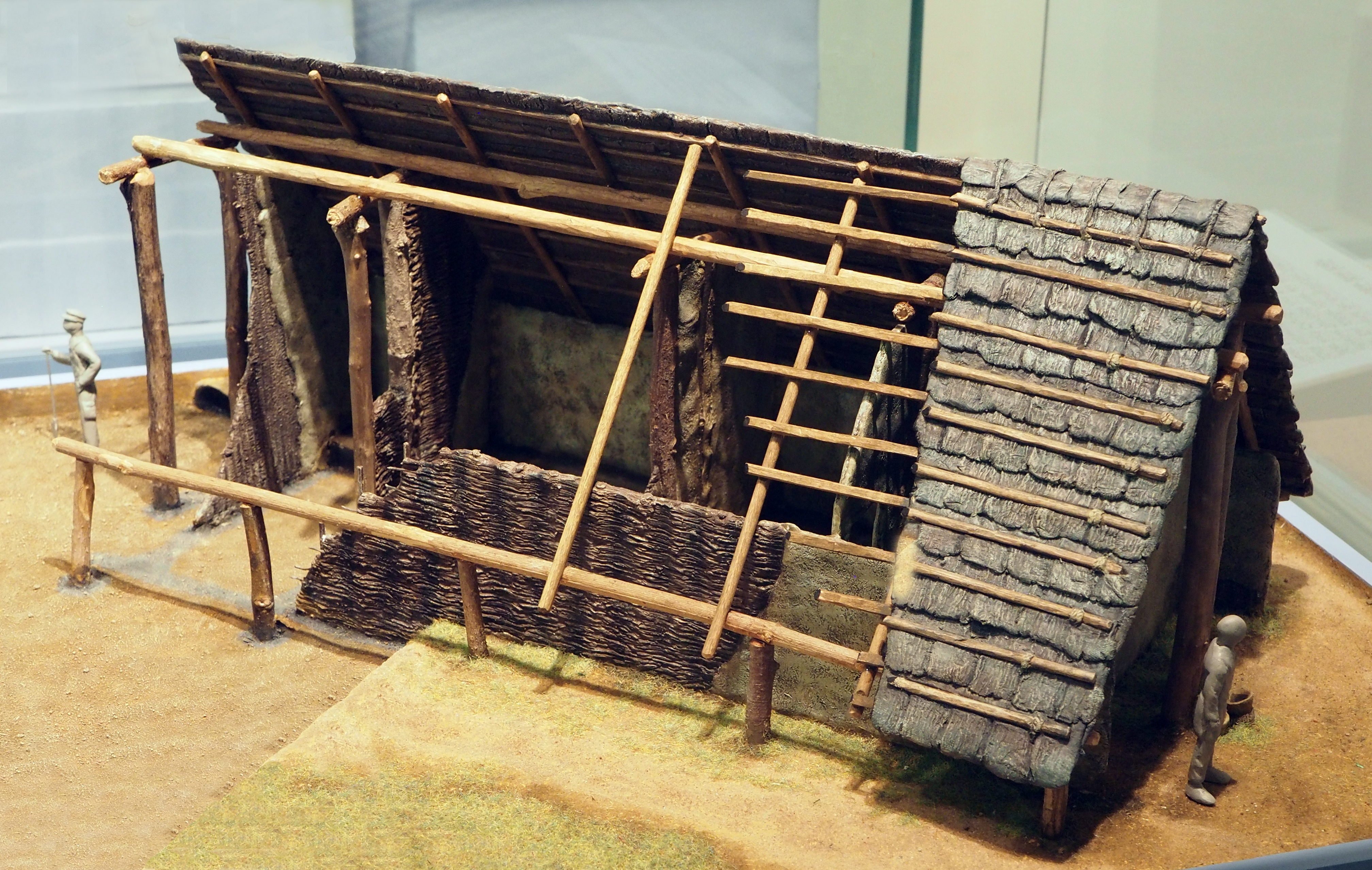
Modell eines Hauses der Trichterbecherkultur

Das Bomann-Museum ist im Besitz einer großen Menge von Oberflächenfunden, überwiegend Artefakte von mesolithischen Fundstellen. Sie wurden im mittleren Örtzetal – bei Hermannsburg, Lutterhof, Oldendorf, Weesen, Beckedorf, Hof Grauen, Baven, Scharnebecksmühle und Schlüpke – entdeckt. Sie stammen aus der ehemaligen Sammlung Pieskers, die er zum Teil auch in seiner Dissertation veröffentlicht hatte.
Andere Fundstellen waren in der Fuhseniederung, bei Wietzenbruch, Hambühren und Eversen. Eine Siedlung der Trichterbecherkultur (ca. 4200–2800 v. Chr.), wurde 1936 von Hans Piesker etwa 800 m östlich von Dohnsen, auf dem Lührsberg, einer 77 m über NHN hohen und etwa 500 m breiten Erhebung, entdeckt. Auch Grabungsfunde aus dieser Siedlung befinden sich im Bestand des Bomann-Museums.
1938 kaufte das Bomann-Museum einen Teil der umfangreichen vorgeschichtlichen Sammlung des Eichmeisters und Gründers des Museums Schliekau, Rudolf Schliekau, aus Bad Bevensen. Sie besteht überwiegend aus Urnenfunden und Bestattungsbeigaben aus bronzezeitlichen Grabhügeln und eisenzeitlichen Urnenfriedhöfen. Weitere Objekte, darunter auch Tiefstichkeramik. stammen aus neolithischen Siedlungen. Weiter enthält die Sammlung steinerne Äxte und Beile.
Im Bestand des Bomann-Museums befinden sich noch diverse kleinere Sammlungen, die teils angekauft, teils dem Museum geschenkt wurden. Die älteste, dem Museum bereits 1893 überlassene Sammlung stammt von dem Celler Schlossermeister W. Kipp († 1930).

Grabungsfunde aus der Älteren Bronzezeit im Bomann-Museum
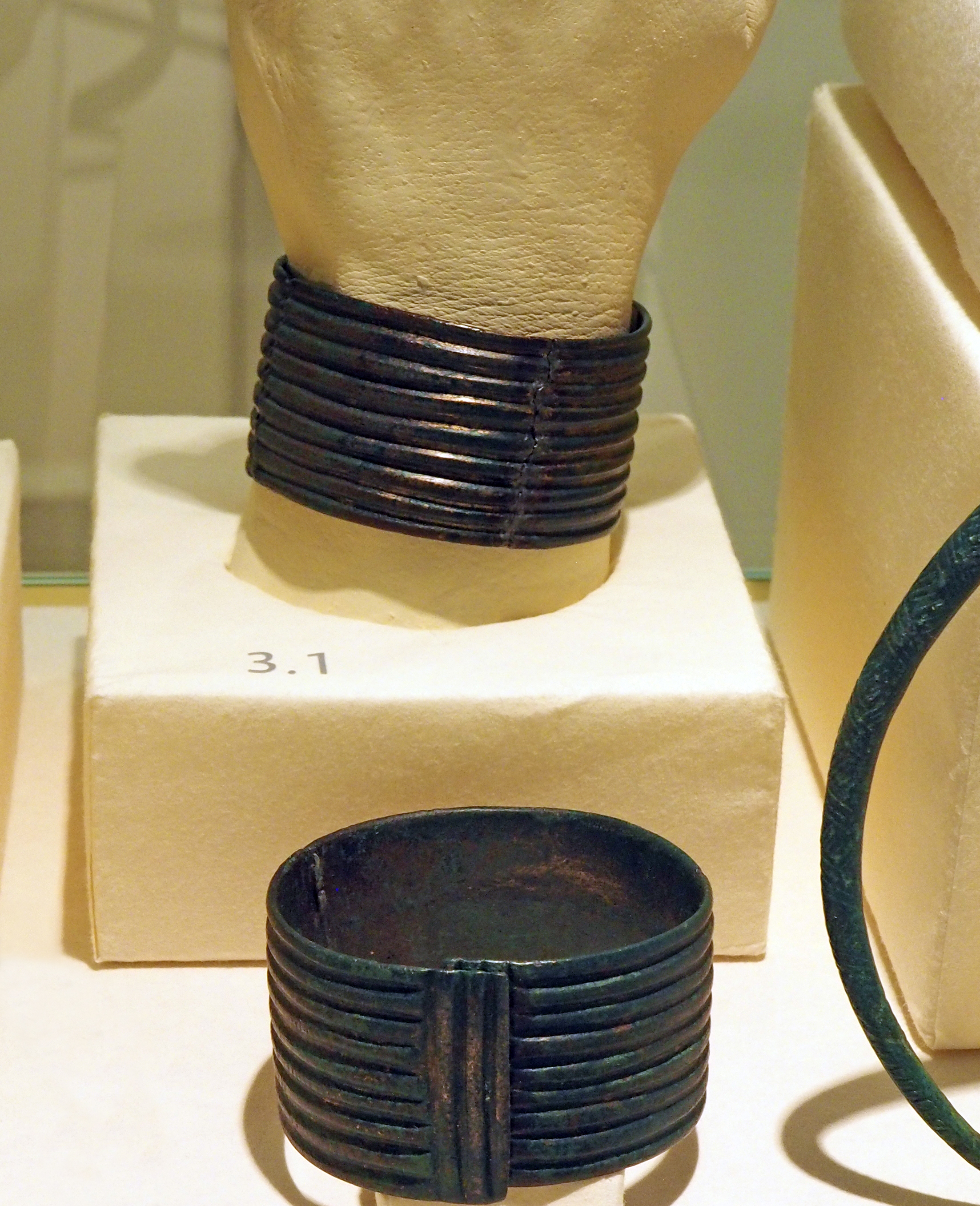
Armschmuck aus Bronze (Fundort Hof Grauen)
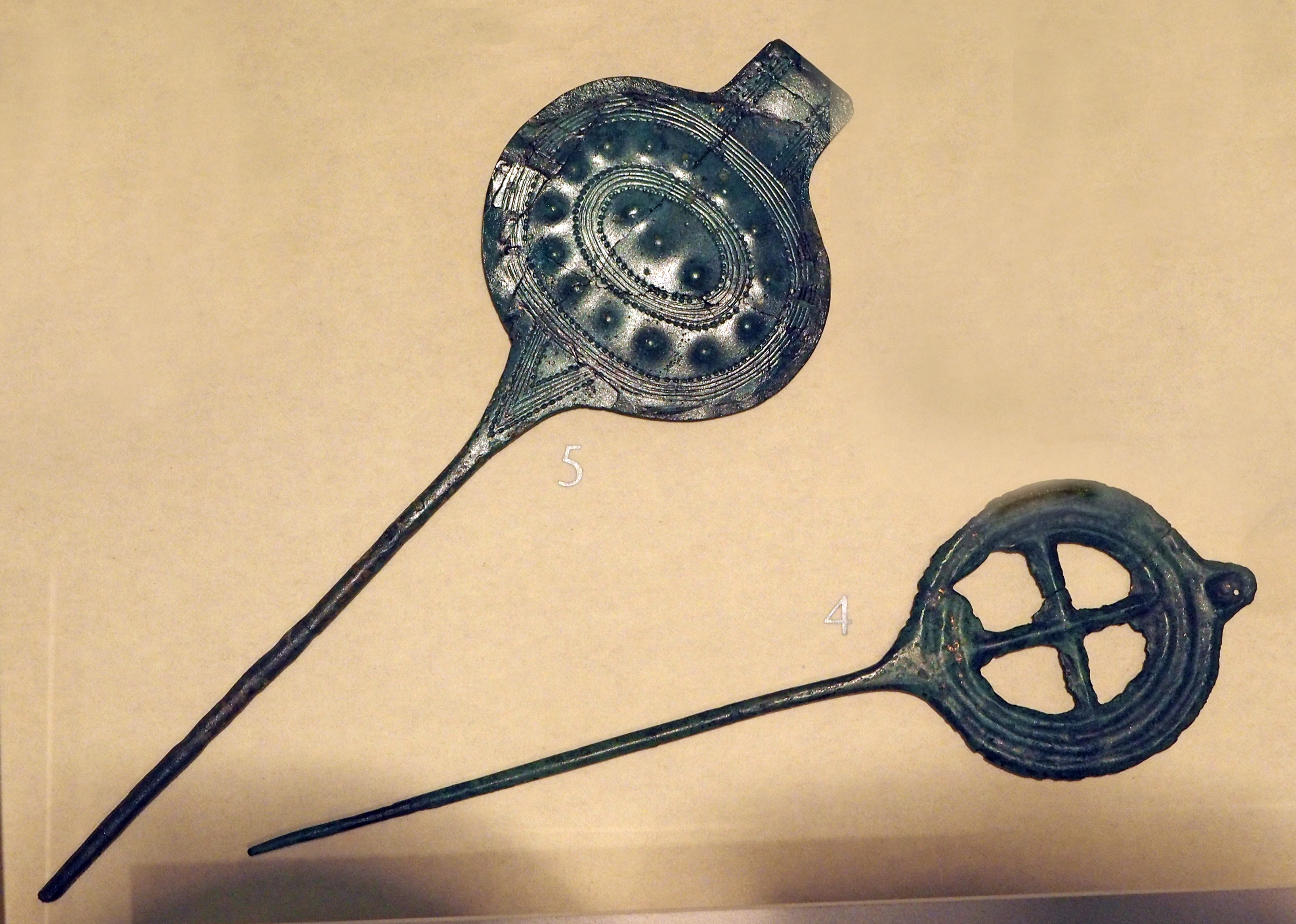
Gewandnadeln (Hof Grauen)
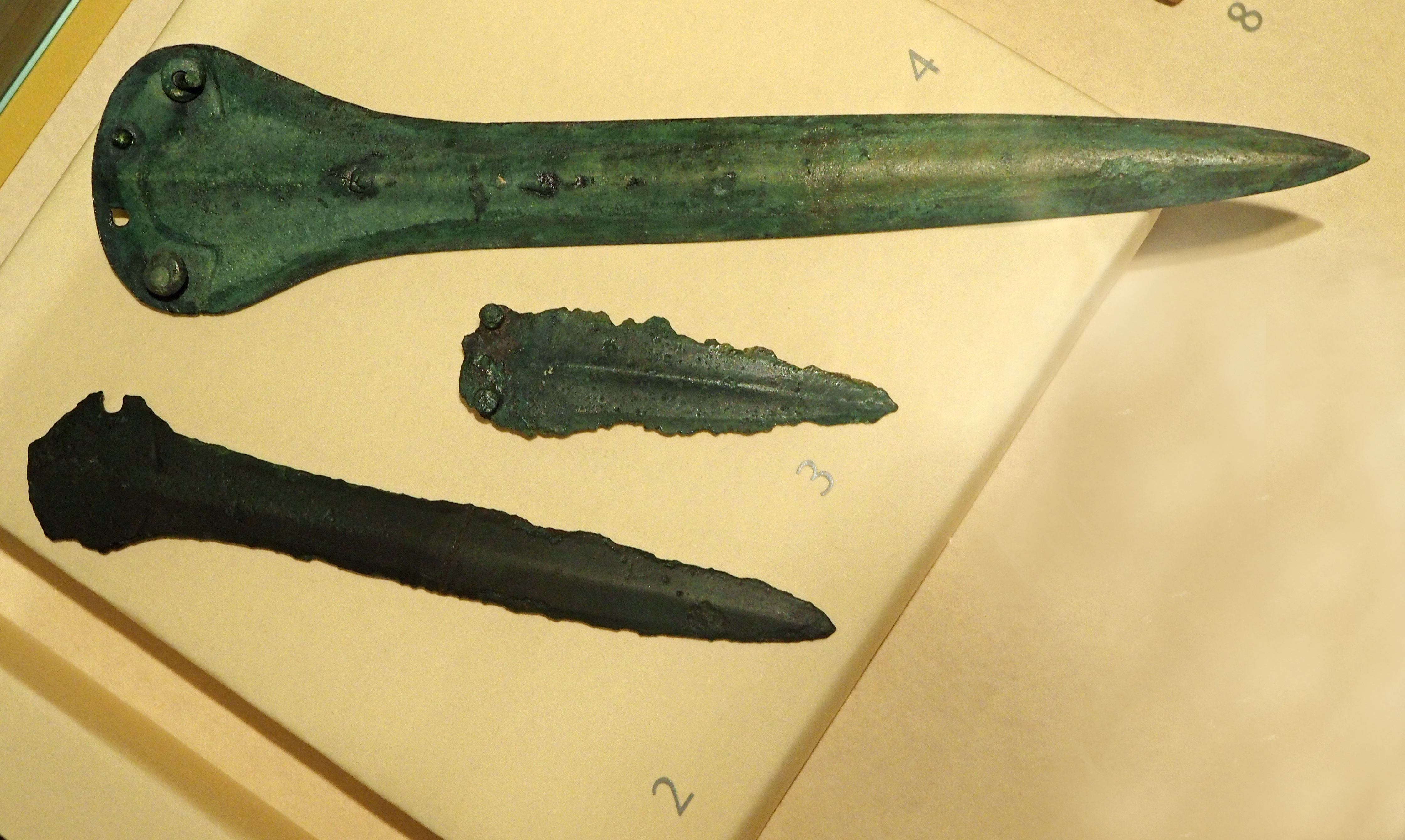
Dolchklingen aus Bronze (Hof Grauen)
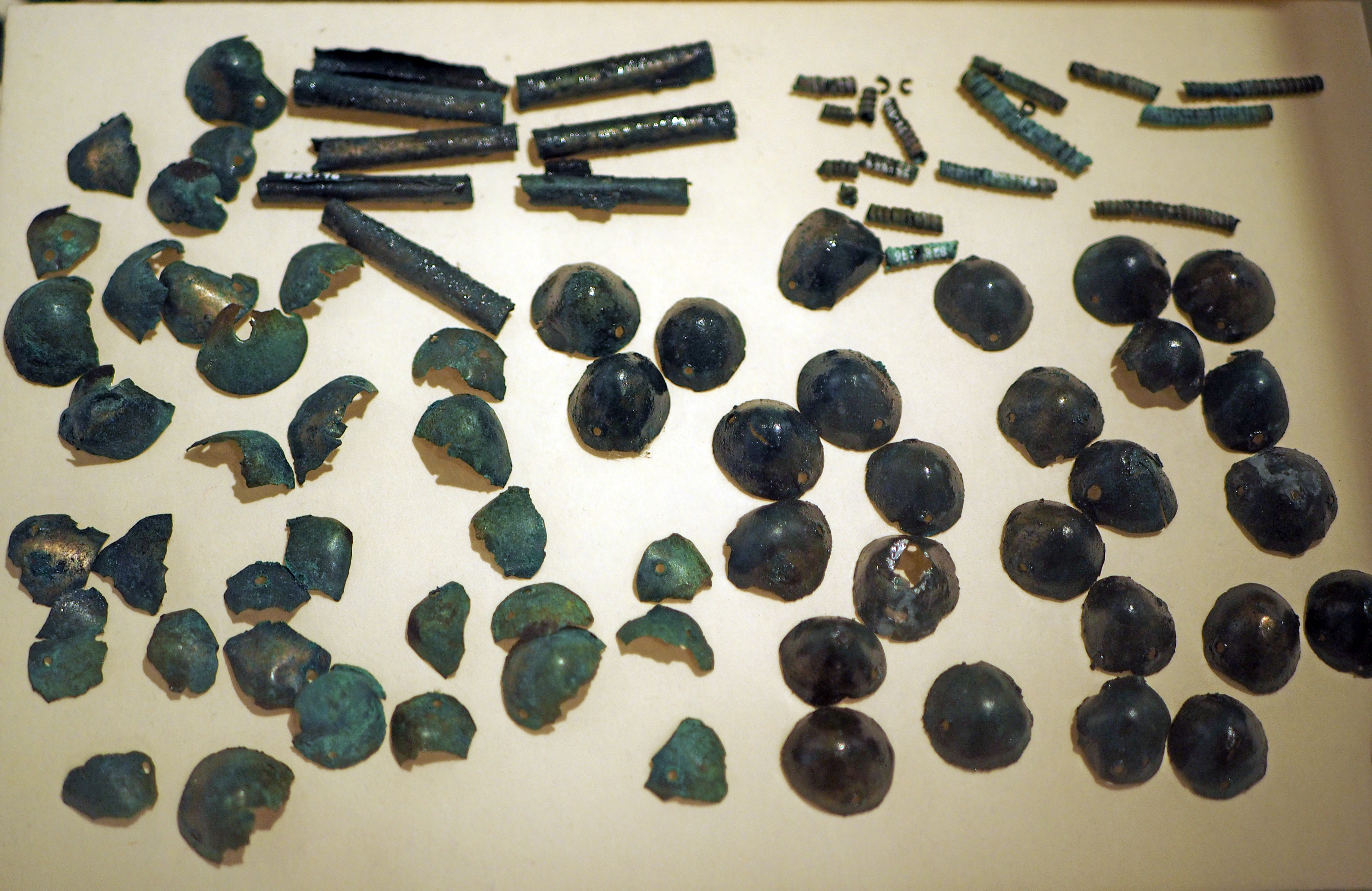
Überreste eines bronzenen Haubenschmuckes (Fundort Bleckmar)

### Bäuerliche Kulturgeschichte
Bereits in den 1907 eingeweihten Museumsneubau wurde das komplette Erdgeschoss eines niederdeutschen Bauernhauses von 1571 aus Narjesbergen (Landkreis Celle), eines sogenannten Hallenhauses, eingebaut. Die Wohn- und Wirtschaftsräume mit Diele, Stallungen und Küche (Flett) sind museal präsentiert. Den Mittelpunkt des Hauses bildete die offene Herdstelle. Vor dem „Dielentor“ befindet sich in einem separaten Raum das „Bienenzimmer“, in dem vor einem großen Wandbild die Imkerei der Lüneburger Heide dargestellt ist. In die Museumsarchitektur waren im Hauptgeschoss ursprünglich noch weitere translozierte Wohn- und Wirtschaftsstuben aus verschiedenen Regionen des ehemaligen Königreichs Hannover integriert, von denen nur noch die „Vierlanden-Stube“ erhalten ist. Zwei vergleichbare originale Stubeneinrichtungen aus der Bomann-Zeit („Kirchwärder-Stube“, „Weber-Stube“ aus Roetze im Wendland) mussten 2012/13 einer Museums-Umorganisation mit Erneuerung der Dauerausstellungen weichen.

Interieur des Bauernhauses aus Narjesbergen im Bomann-Museum
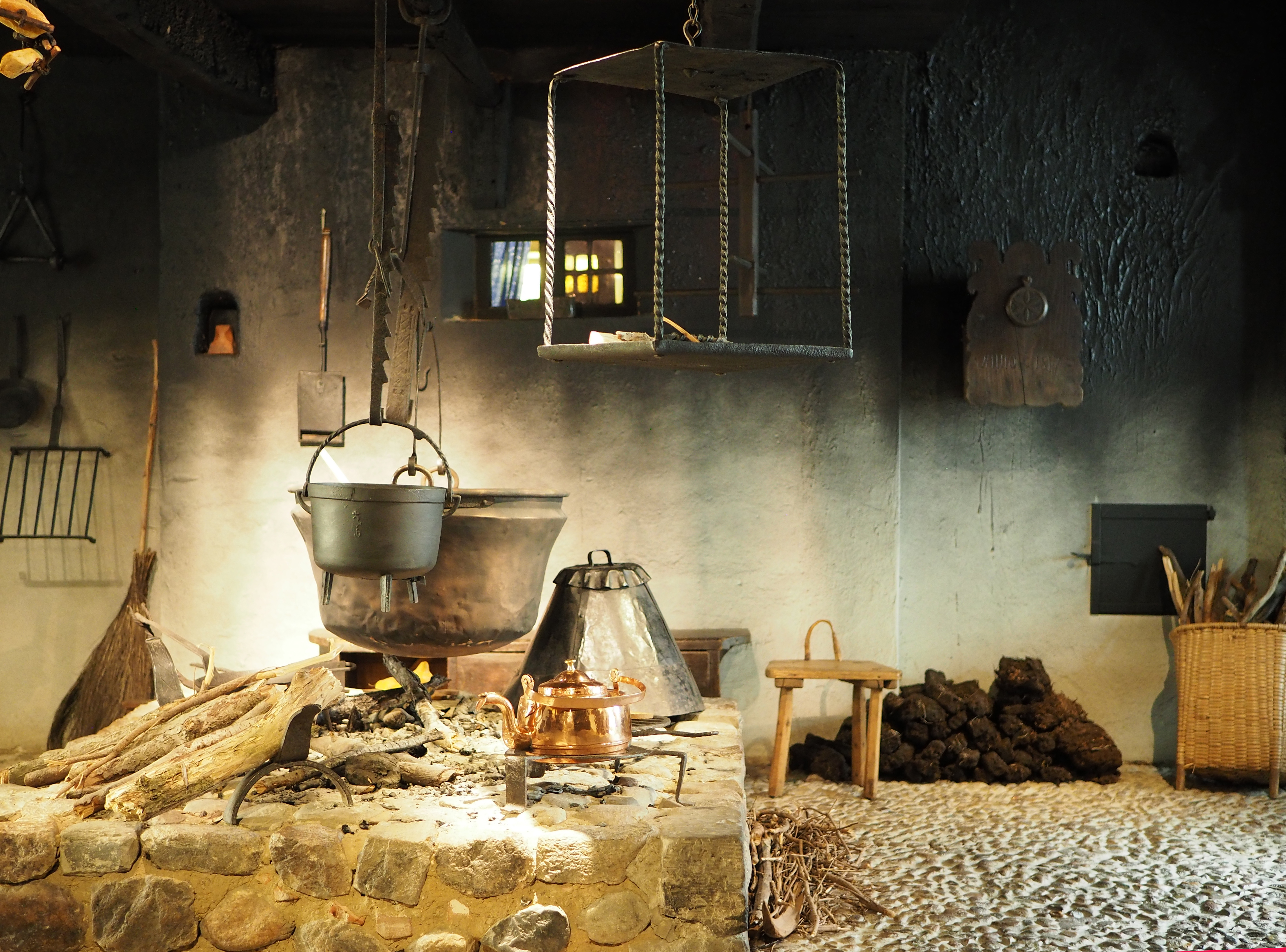
Offene Feuerstelle im Bauernhaus
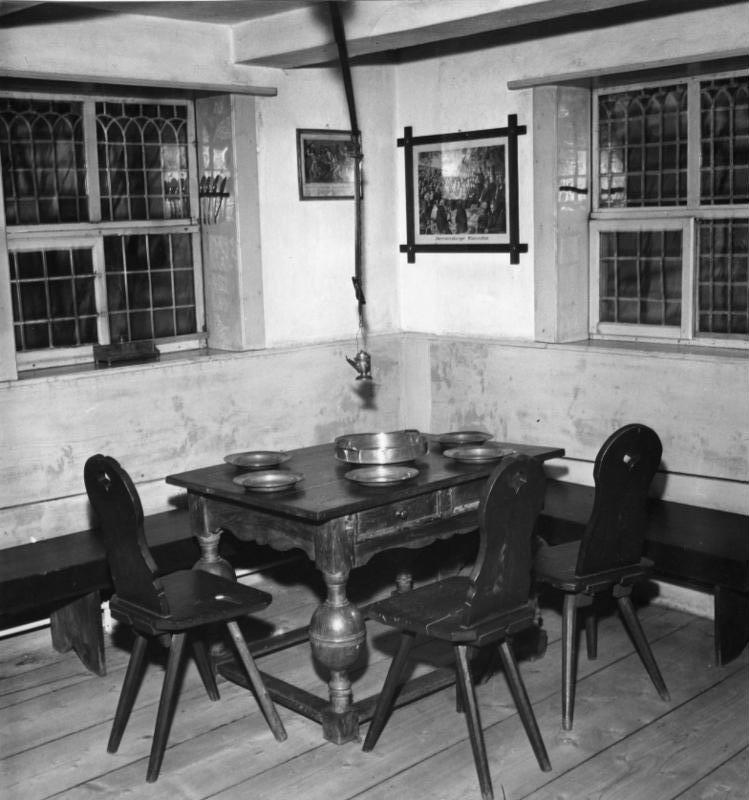
Die „Gute Stube“ (Dönz) im Bauernhaus
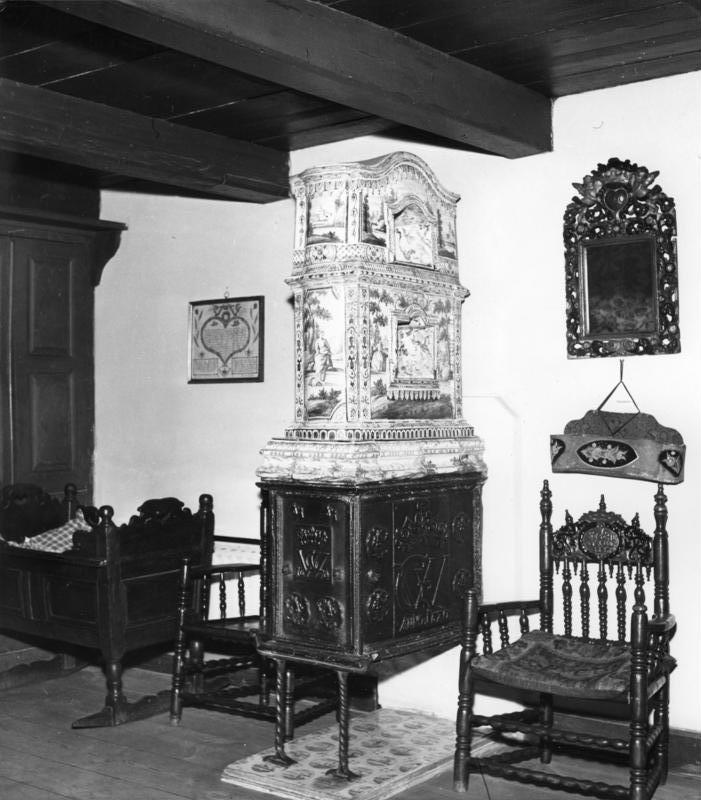
Stube mit Kachelofen
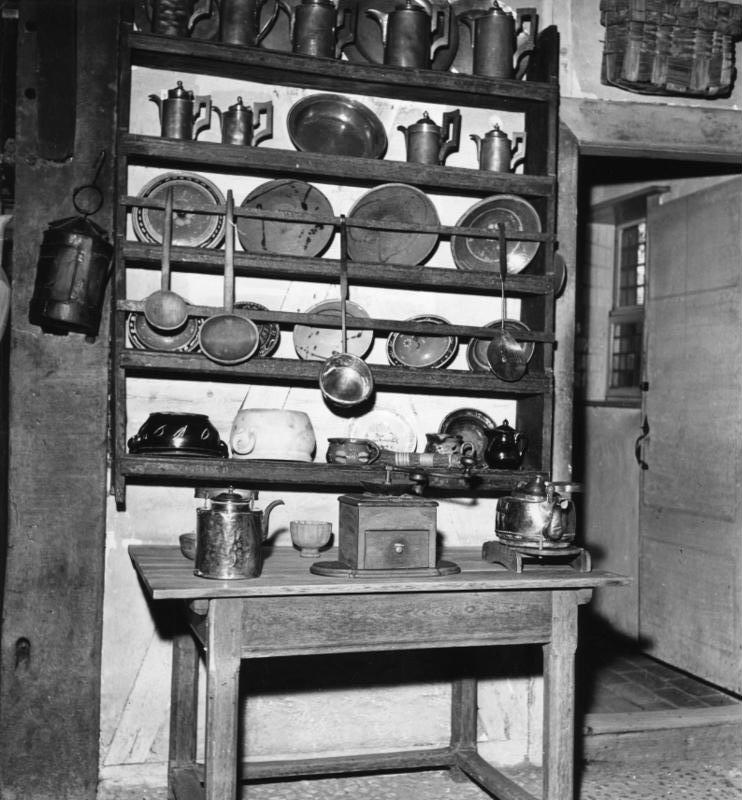
Ein Tellerbrett in der Küche

### Miniaturensammlung Tansey
Das zu Lebzeiten in Celle wohnende deutsch-amerikanische Ehepaar Lieselotte und Ernest Tansey sammelte seit den 1960er Jahren Bildnisminiaturen. Den Anstoß hierzu gaben einige Erbstücke von Frau Tanseys Mutter. Im Laufe der Zeit entstand eine der weltweit größten und bedeutendsten Sammlungen europäischer Miniaturmalerei. Die Kunstwerke stammen aus der Zeit des späten 16. bis frühen 20. Jahrhunderts. Die meisten Miniaturen sind aus der Barockzeit, der Schwerpunkt liegt in der Periode des Rokoko. Es handelt sich fast ausschließlich um Porträts. In erster Linie sind Herrscher und Angehörige des Adels dargestellt. Darunter sind Werke aus der ersten Blütezeit in England und spätere Miniaturen aus Frankreich, Deutschland, Österreich und der Schweiz. In Genf wirkten geflüchtete Hugenotten, die ursprünglich in der Uhrenindustrie und der Technik des Emails spezialisiert waren. Die meisten Miniaturen der Barockzeit wurden in Aquarell auf Pergament gemalt. Erst im 18. Jahrhundert wurde Elfenbein als Malgrund verwandt.
Im Jahre 1997 überführten die Tanseys 120 ausgewählte Kunstwerke ihrer Sammlung in die Stiftung »The Tansey Miniatures Foundation«. Seit dem Jahr 2000 werden die Miniaturen im Bomann–Museum Celle in einer Ausstellung der Öffentlichkeit präsentiert.

Miniaturensammlung Tansey
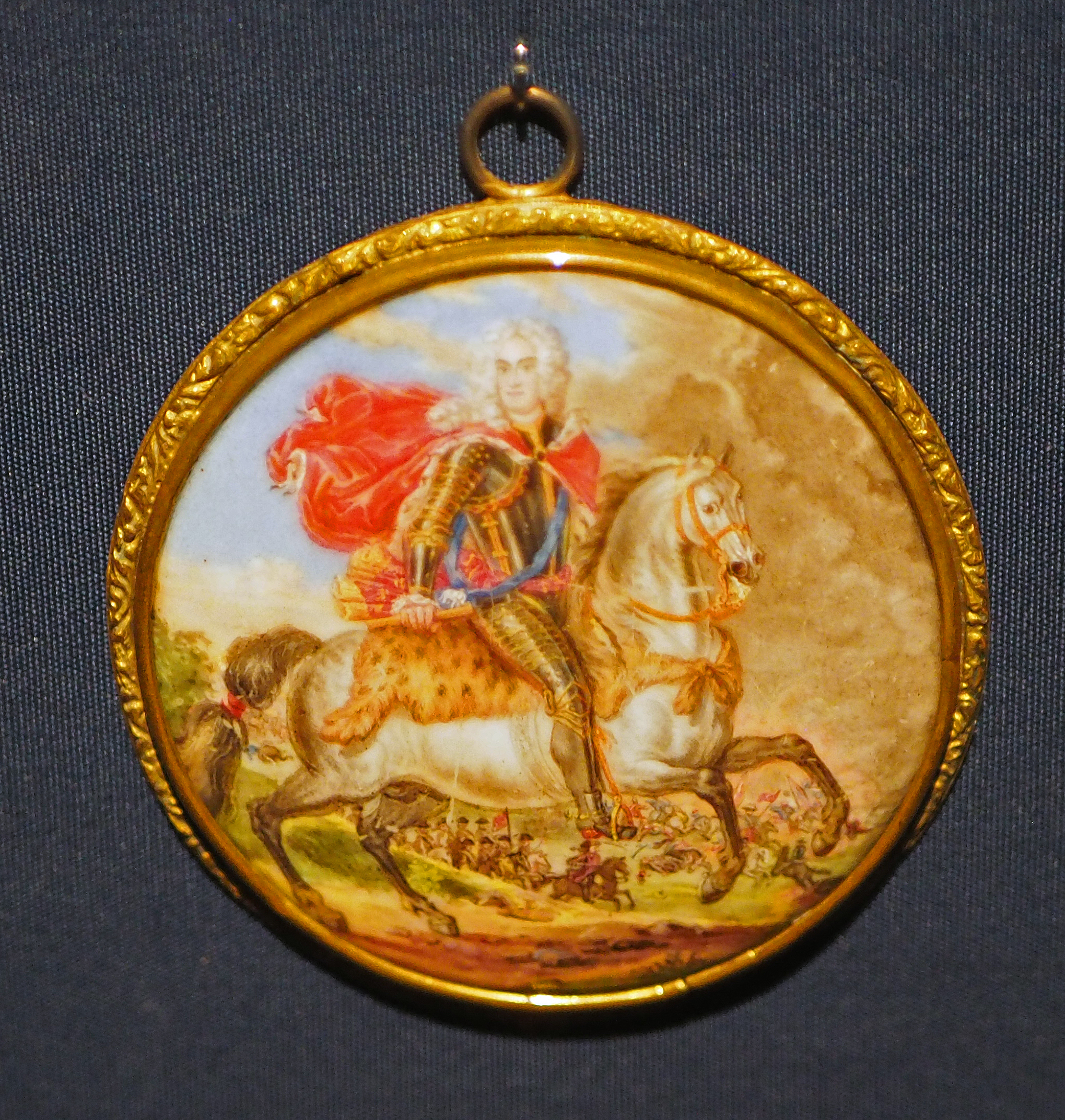
„August der Starke“ von G. F. Dinglinger
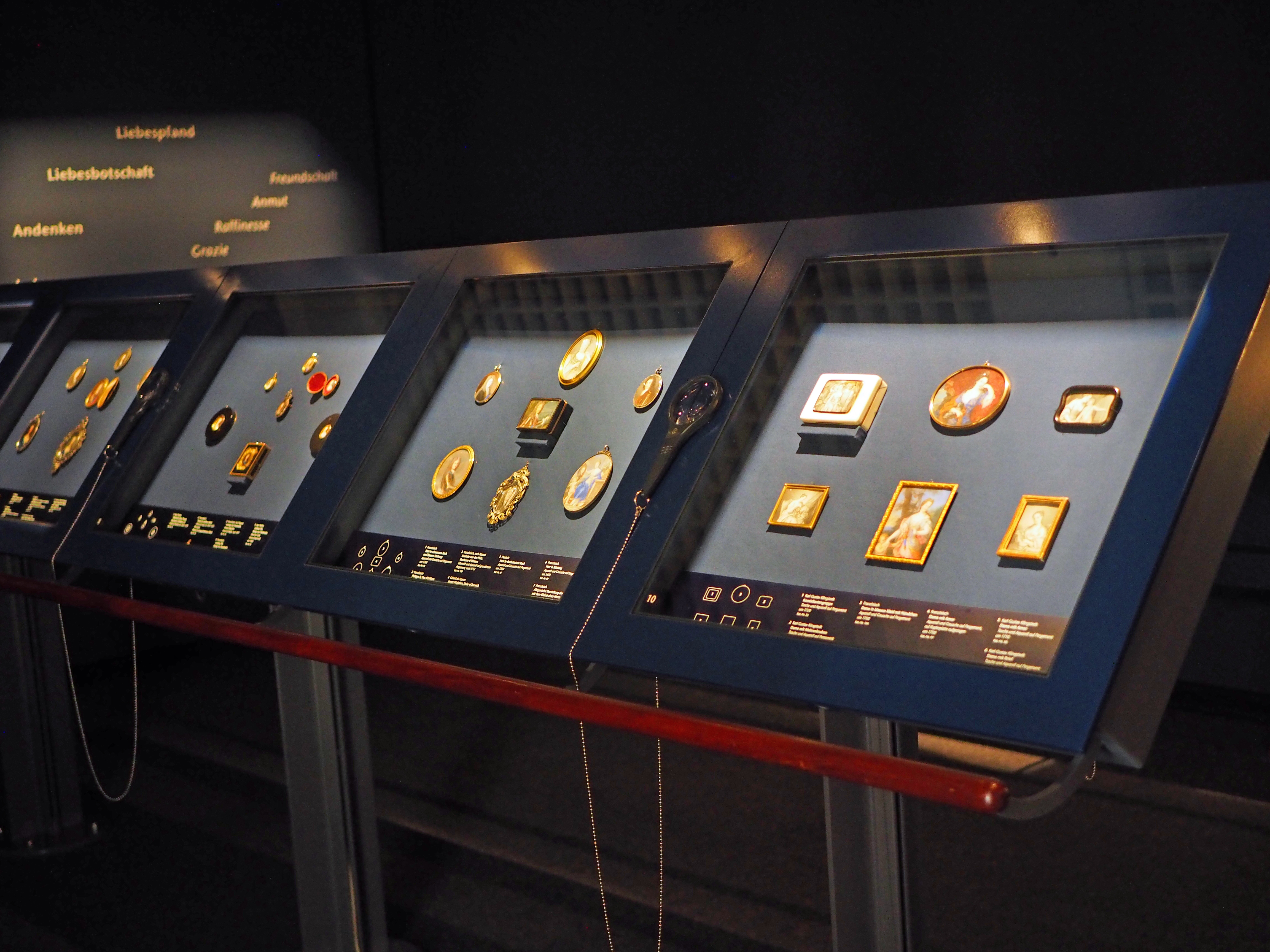
Ausstellungsraum
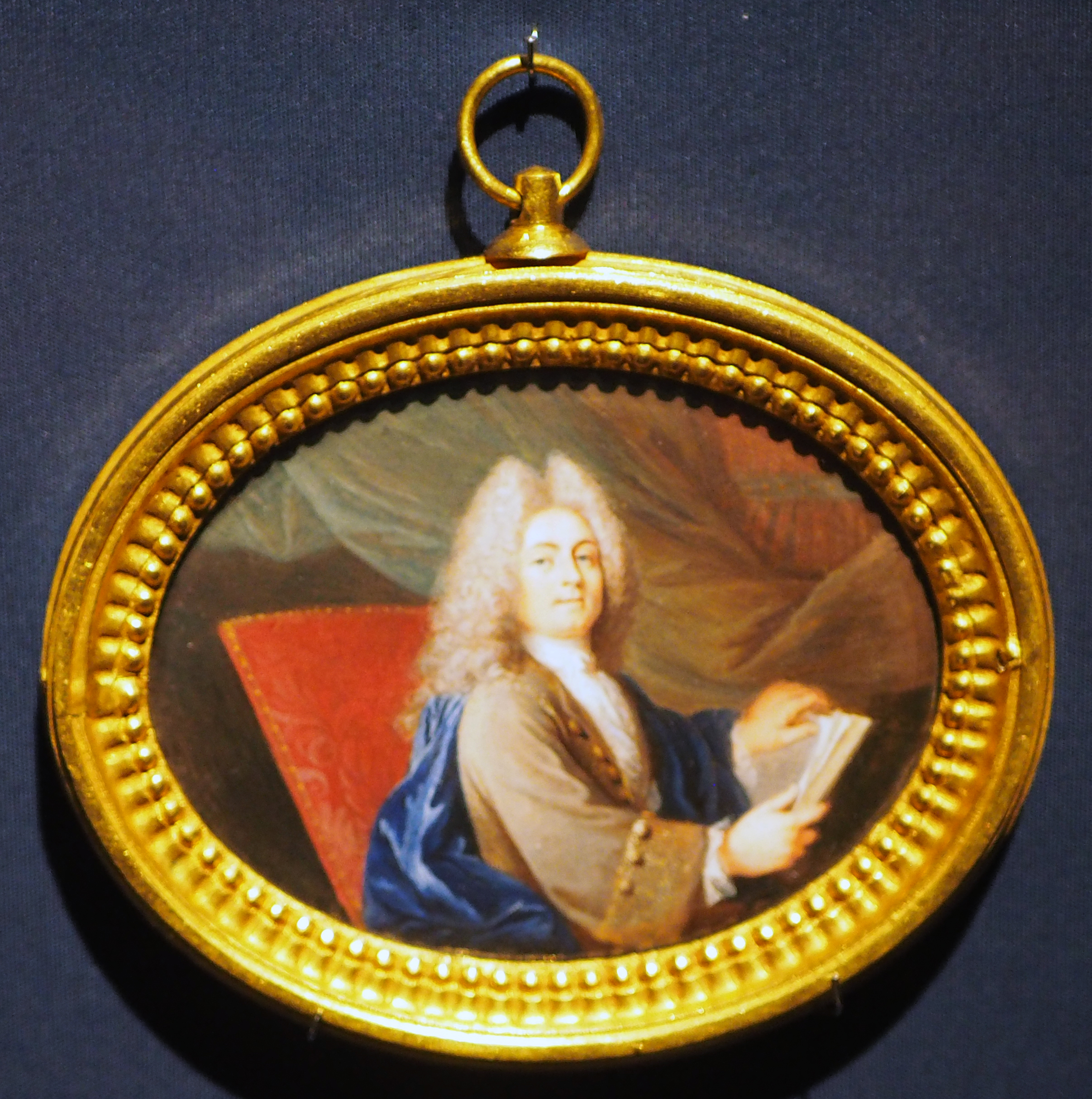
„Herr mit Buch“ von Jean-Baptiste Massé
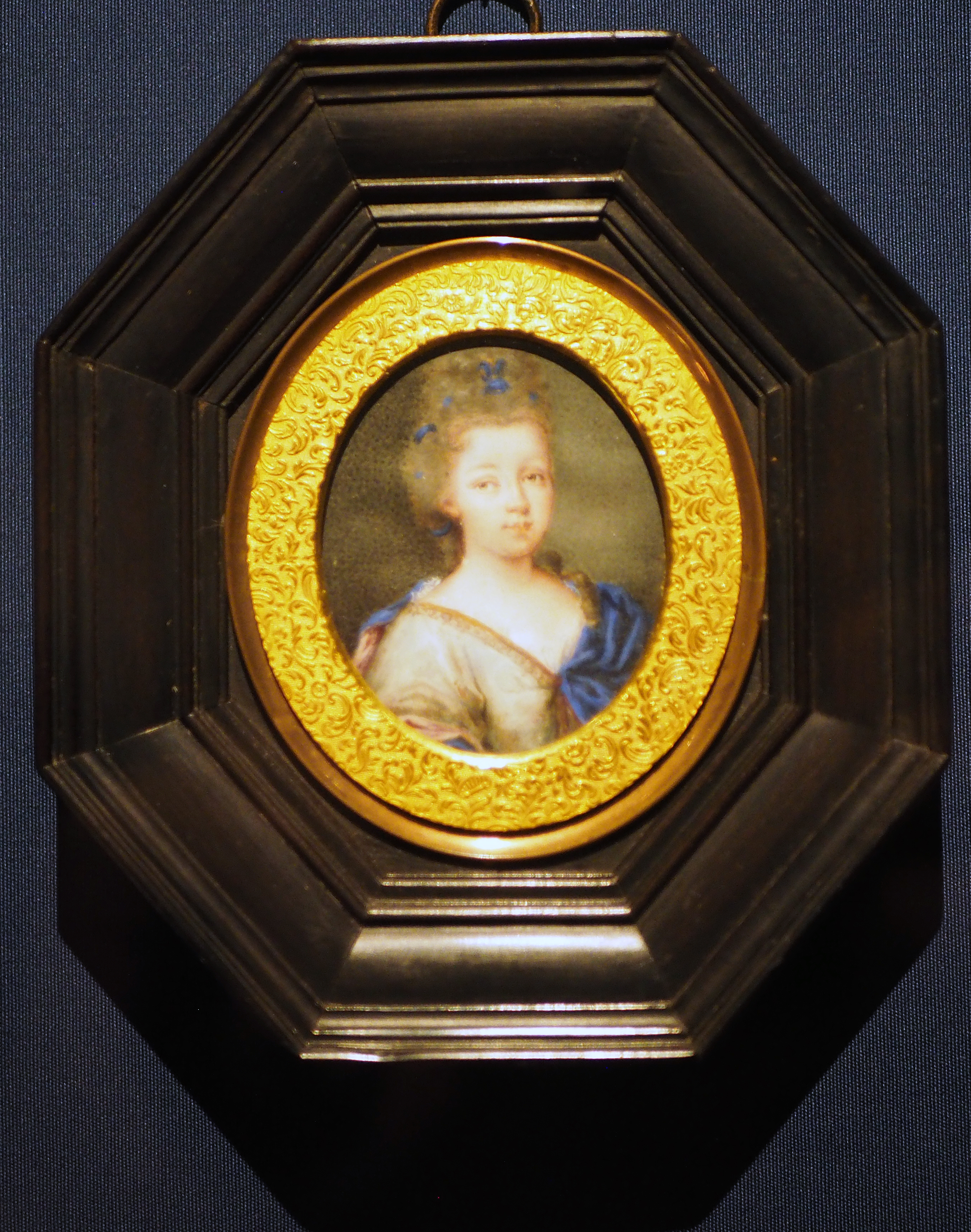
„Dame in weißem Kleid“ von David Richter
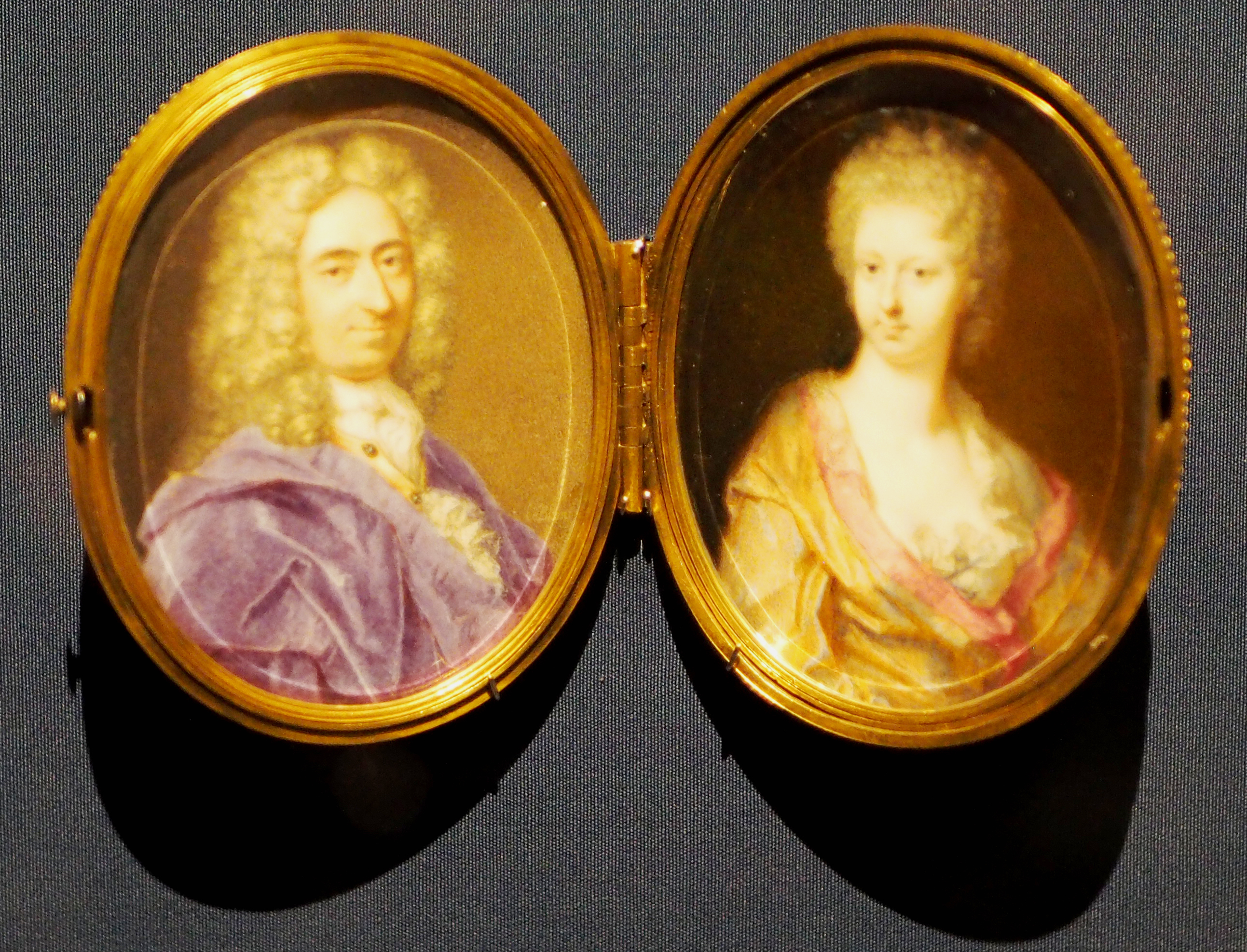
„Herr mit lilafarbenem Umhang, Dame in gemustertem Kleid“ von Jakob Ch. Le Blon

### Weitere Sammlungsbereiche
- Ehrenhalle der Hannoverschen Armee
- Handwerksgeschichte
- Industriegeschichte
- Landesgeschichte
- Militärgeschichte bis 1866
- Moderne Kunst
- Sammlung Eberhard Schlotter
- Sammlung Tom Reichelt
- Städtisches Leben im 19. Jahrhundert
- Städtische und ländliche Kleidung

## Sonstiges
- Das Museum bietet Führungen, Vorträge, Veranstaltungen und ein vielfältiges museumspädagogisches Angebot.
- Seit 1954 gibt das Bomann-Museum, in Zusammenarbeit mit dem Celler Stadtarchiv, die Schriftenreihe „Celler Beiträge zur Landes- und Kulturgeschichte“ heraus. Es sind bisher 51 Bände erschienen (Stand Februar 2021).

## Direktoren des Museums
- Wilhelm Bomann, 1892–1923, Gründungsdirektor
- Albert Neukirch, 1923–1949[18][4]
- Dieter-Jürgen Leister, 1949–1979[18][19][7]
- Frank Otten, 1979–1992[18][20]
- Mijndert Bertram, 1993–1999[21]
- Jochen Meiners, 2002 bis 31. August 2021[22]
- Stefan Daberkow, ab 1. September 2021[23]

## Sonderausstellungen (Auswahl)
- 2010/2011: 275 Jahre Landgestüt Celle und die Hannoveraner Zucht[24]
- 2011/2012: 300 Jahre Oberlandesgericht Celle[25]
- 2014: Als die Royals aus Hannover kamen, die Welfen als Könige auf dem Thron von England (Landesausstellung)[26]
- 2017: Zeichen setzen - 500 Jahre Reformation in Celle[27]
- 2019/2020: Kalter Krieg & heißer Beat, Die 60er zwischen Aufbruch und Alltag[28]
- 2020: Suche nach Herkunft, NS-Raubkunst im Bomann–Museum[29]
- 2022/2023: Die wahre Vermessung der Welt - Carl Friedrich Gauß und die Kartierung des Königreichs Hannover vor 200 Jahren

### Zur Geschichte des Museums
- Kurt Burkhardt: Das Vaterländische Museum in Celle. In: Reclams Universum. 24. Jahrgang 1908, S. 932–934.
- Albert Neukirch: Führer durch das Vaterländische Museum in Celle. Celle 1920. – [Enthält Grundrisse und ausführliche Beschreibungen der damals 34 Sammlungsräume.]
- Hanna Fuess: Bauernkunst im Bomann-Museum zu Celle. Niedersächsisches Bild-Archiv. Wienhausen (Kreis Celle) 1927 (= Norddeutsche Kunstbücher; hrsg. von Ernst Precht, Bd. 9). – [Mappe mit 12 Bildtafeln und Erläuterungsheft samt Vorwort von Albert Neukirch.]
- RWLE Möller: Celle-Lexikon. Von Abben bis Zwische. Lax, Hildesheim 1987, ISBN 3-7848-4039-6.
- RWLE Möller, Bernd Polster: Celle – das Stadtbuch. Edition Stadtbuch, Bonn 2003, ISBN 3-00-012605-8, S. 58, 60–61.

### Zum Museumsgebäude
- Vaterländisches Museum in Celle. In: Deutsche Bauzeitung, Jg. 42, 1908, Nr. 33, nach S. 216–218, 220. (Digitalisat, abgerufen am 16. Februar 2021.)
- Vaterländisches Museum in Celle. In: Wiener Bauindustrie-Zeitung, Jg. 25, 1908, Nr. 38, S. 369–371, 373. (Digitalisat, abgerufen am 16. Februar 2021.)
- Eckart Rüsch: Im Zeichen der „Fachwerkstadt“. Geschichte und Projekte der Denkmalpflege in der Celler Altstadt seit 1900. In: Celler Chronik, Bd. 17, 2010, S. 161–193 (Digitalisat, abgerufen am 13. Februar 2021), hier: S. 167 f.
- Christopher Manuel Galler: Die Sasse-Entwürfe und der Museumsneubau. In: Celler Chronik, Bd. 22, 2015, S. 121–156.

### Werk des Museumsgründers
- Wilhelm Bomann: Bäuerliches Hauswesen und Tagewerk im alten Niedersachsen. [Posthum fertiggestellt von Albert Neukirch] Weimar 1927. Nachdruck: Bearbeitet von Kathrin Panne, Celle (5. Auflage) 2014, ISBN 978-3-89534-950-8.